# Astroblème de Charlevoix
L'astroblème de Charlevoix désigne les restes d'un ancien cratère d'impact météoritique grandement érodé, situé dans la région de Charlevoix, au Québec (Canada). Avec un diamètre de 54 km (peut-être autrefois 70 km), c'est, en date de décembre 2021, le onzième plus grand site d'impact identifié sur Terre, et le troisième plus grand au Canada, derrière ceux de Sudbury (Ontario) et de Manicouagan (Québec).

## «Cratère» ou «Astroblème»?
L'impact s'est produit il y a des centaines de millions d'années. Dans les dizaines de milliers d'années qui ont suivi l'impact météoritique de Charlevoix, le terme « cratère » aurait vraisemblablement été approprié. Le terme « astroblème » est utilisé ici car il réfère à une très ancienne structure d'impact qui a subi, depuis les centaines de millions d'années, l'effet de divers agents d'érosion ainsi que des mouvements de la croûte terrestre.

## Localisation et caractéristiques physiques
L'astroblème de Charlevoix est situé en bordure du fleuve Saint-Laurent, approximativement à mi-chemin entre la ville de Québec et l'embouchure du fjord du Saguenay. En provenance de l'extérieur de la région, trois routes principales permettent d'entrer dans l'astroblème de Charlevoix :
1. En provenance de la ville de Québec (au sud-est) par la route 138 en direction nord-est, on entre dans la partie sud-est de l'astroblème au moment où la route commence à descendre et ce, sur quelques kilomètres avant d'arriver à la ville de Baie-Saint-Paul. Ceci constitue une distance d'environ 75 km des Chutes Montmorency, à la sortie de la ville de Québec ;
2. En provenance du village de Baie-Sainte-Catherine situé à l'embouchure du fjord du Saguenay, au nord-est, on entre dans la partie nord-est de l'astroblème par la route 138 en passant des hauteurs du village de Cap-à-l'Aigle vers La Malbaie située au niveau du fleuve. Ceci constitue une distance d'environ 63 kilomètres de Baie-Sainte-Catherine ;
3. En provenance de l'arrondissement de La Baie, partie de la ville de Saguenay, au nord, par la route 381, on entre dans l'Astroblème lorsque la route descend du Parc national des Grands-Jardins vers le village de Saint-Urbain. Ceci constitue une distance d'environ 100 km.

Environ 60 % de cet astroblème d'approximativement 54 km de diamètre (peut-être jusqu'à 70 km autrefois) s'étend sur la rive nord du Fleuve Saint-Laurent, l'autre 40 % étant situé sous l'eau du fleuve. La partie de l'astroblème située au nord du fleuve est relativement bien conservée alors que la partie sous le fleuve est fortement érodée. La partie de l'astroblème située au nord du fleuve constitue un excellent site d'étude car l'ensemble des couches géologiques perturbées ou créées par l'impact sont d'accès aisé. Par contre, c'est une structure grandement érodée car presque tout le remplissage subséquent à l'impact par des dépôts allochtones a été enlevé. En effet, il est estimé que 300 à 400 m du plancher du cratère ont été érodés. On compte en effet les glaciations, la gélifraction, l'érosion hydrique et éolienne comme des exemples d'agents d'érosion ayant grandement modifié la géomorphologie de Charlevoix.
Ce qui reste de l'astroblème est situé en grande majorité dans la province géologique de Grenville, faisant partie de l'immense bouclier canadien. On retrouve encore aujourd'hui, dans plusieurs parties plus profondes de l'astroblème, de grands dépôts sédimentaires Ordoviciens de la Plate-forme des Basses-Terres du St-Laurent. La limite entre les Appalaches et la Plate-forme du Saint-Laurent s'appelle la faille Logan. Les déplacements le long de cette faille seraient arrêtés depuis des centaines de millions d'années.
Au centre de l'astroblème, à mi-chemin entre Baie-Saint-Paul et La Malbaie, culmine le mont des Éboulements, à 768 mètres d'altitude. Ce pointement central, caractéristique des cratères complexes, est constitué majoritairement d'anorthosite et de charnockite, et est le résultat du rehaussement (ou « rebond ») du fond du cratère de transition immédiatement après l'impact. Ce pointement central est l'un des mieux préservés au monde.

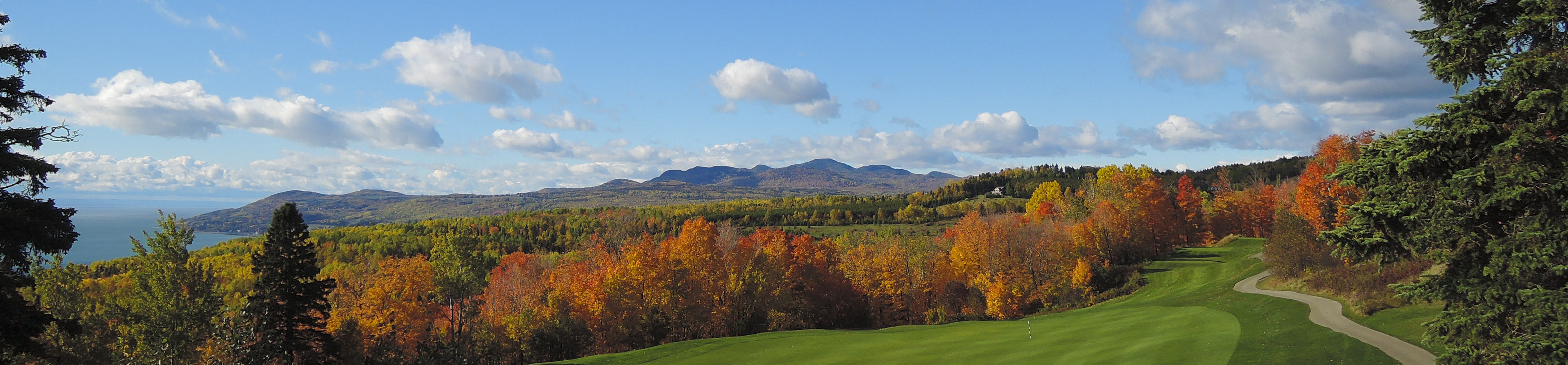
Le mont des Éboulements, pointement central de l'Astroblème de Charlevoix, photographié à l'automne à partir des hauteurs de Pointe-au-Pic.

## Découverte par des études géologiques

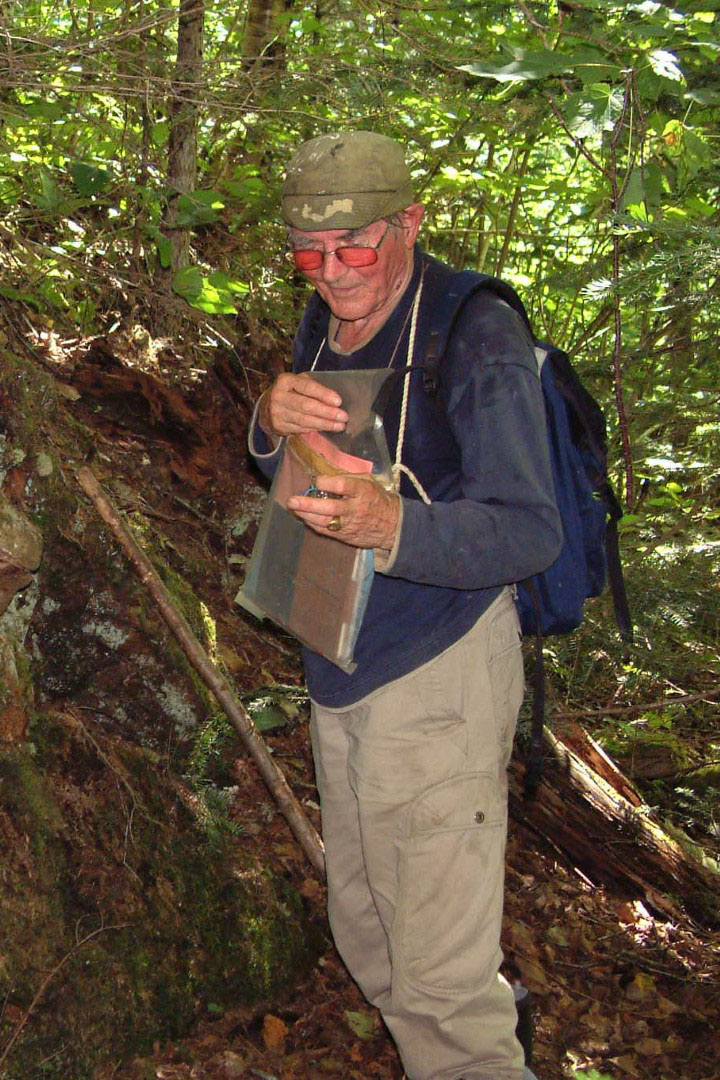
Jehan Rondot (1925-2019), géologue et découvreur de l'Astroblème de Charlevoix.

L'origine météoritique du relief charlevoisien a été reconnue en 1968 par la Commission géologique du Canada après les investigations menées à partir de 1966 par Jehan Rondot (1925-2019), alors géologue au Ministère des Ressources naturelles et de la Faune du Québec,,. Bien que la structure circulaire de l'astroblème dans le relief soit bien visible sur les cartes topographiques et les photographies satellitaires, l'origine météoritique du relief n'a été confirmée que lors de la découverte de cônes de percussion par Jehan Rondot en 1966. L'imagerie satellitaire était, à l'époque, beaucoup moins accessible qu'elle ne l'est aujourd'hui.

« Pendant l’été 1965, je fus amené à cartographier une zone de brèche de grande étendue entre le lac Ste-Agnès et le Mont des Éboulements et de nombreux dykes de brèche que j'assimilais à des mylonites. La zone bréchique, apparemment à trois dimensions égales, ne pouvait pas correspondre à une zone de cisaillement. De plus, certaines fractures présentaient des stries divergentes que ne possèdent pas les mylonites. Ce type de brèche fut identifié comme un shatter cone par un collègue, Jean-Pierre Bassaget, diagnostique confirmé par John Murtaugh, avec qui il travaillait. L’origine météoritique donnait une explication à cette zone de brèche ainsi qu'aux clivages et figures planaires, du quartz observé dans quelques plaques minces, et à l'affleurement d'impactite d'abord cartographié comme pseudotachylite. La structure de Charlevoix a donc été découverte par des observations terrain et son origine révélée par des comparaisons avec les observations faites sur d’autres grandes structures, plutôt que par la morphologie qui est cependant la plus marquée de toutes les grandes structures. »

— Jehan Rondot
Il ne restait à Rondot qu'à compléter ses investigations pour évaluer la taille de l'astroblème, ce qu'il fait entre 1967 et 1968. L'astroblème de Charlevoix est le premier dont l'origine météoritique a été confirmée grâce à la découverte de cônes de percussion.

## Les impactites de l'Astroblème de Charlevoix
La définition exacte des impactites est quelque peu confuse. En gros, ce sont des roches terrestres créées ou modifiées par la chaleur, la pression et les mouvements de la croûte terrestre, lors d'un impact météoritique majeur. Elles sont donc des roches métamorphiques de choc. Dans l'Astroblème de Charlevoix, on en observe de plusieurs types:

### Les cônes de percussion (shatter cones)
Les cônes de percussion se forment par l'onde de choc se propageant dans la croûte terrestre lors d'un impact météoritique de grande envergure. 

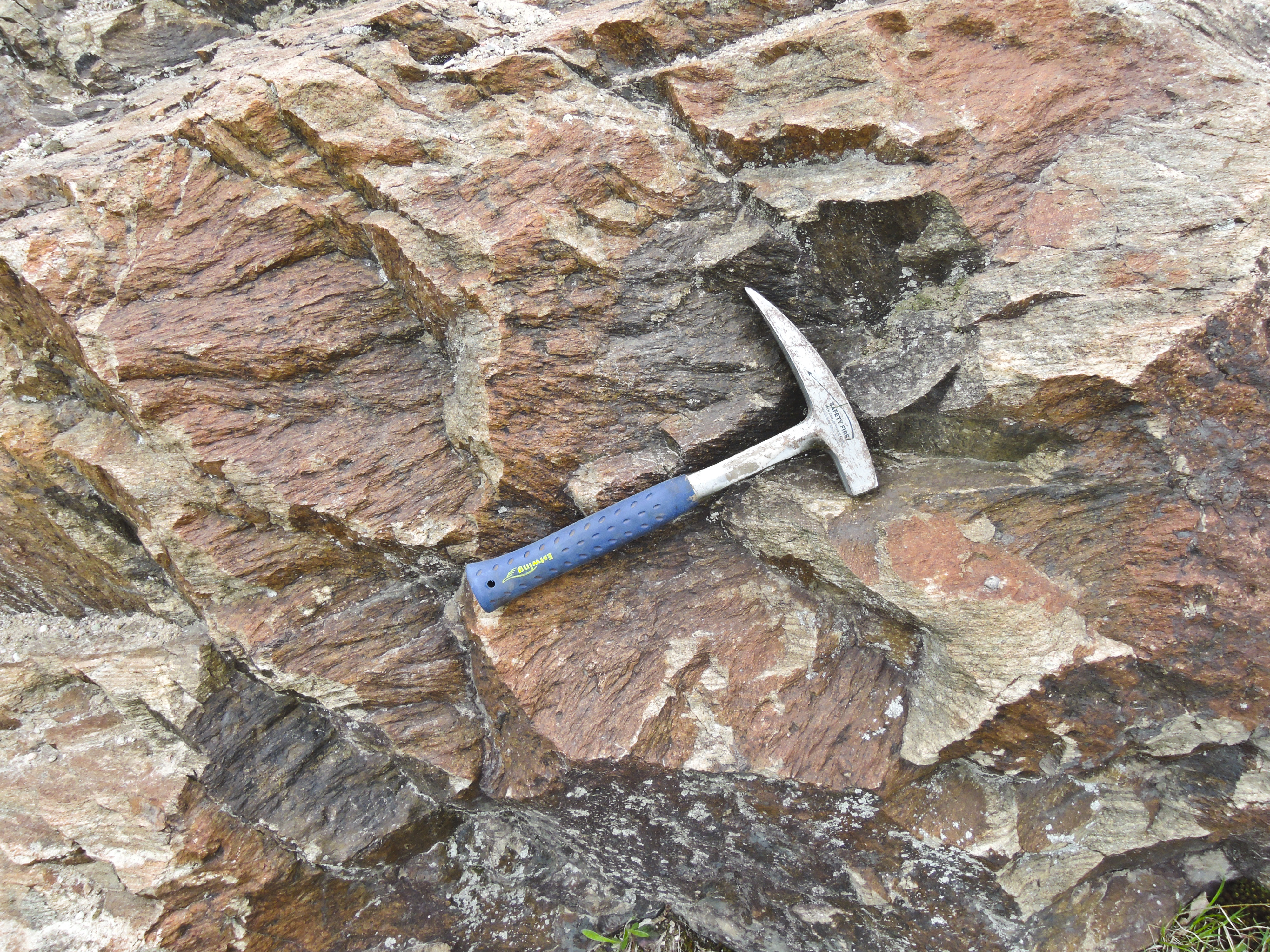
Les premiers cônes de percussion trouvés par Jehan Rondot dans un affleurement de charnockite près du village de St-Hilarion.

Ce sont des roches locales, mais dont les surfaces présentent des fracturations caractéristiques en forme de queue de cheval, ou de cônes. Les conditions dans lesquelles se forment ces roches sont bien expliquées dans la littérature scientifique spécialisée (voir référence). Les cônes de percussion charlevoisiens sont d'échelle décimétrique, à métrique. Ils sont localisés autour du pointement central, soit le Mont des Éboulements. La distances des mieux définis d'entre eux est dans un rayon d'entre 5 et 7,5 kilomètres.  On en trouve par ailleurs jusqu'à 14 kilomètres du point d'impact. La cartographie de leur position forme donc un anneau dont le centre concorde avec la position du Mont des Éboulements.

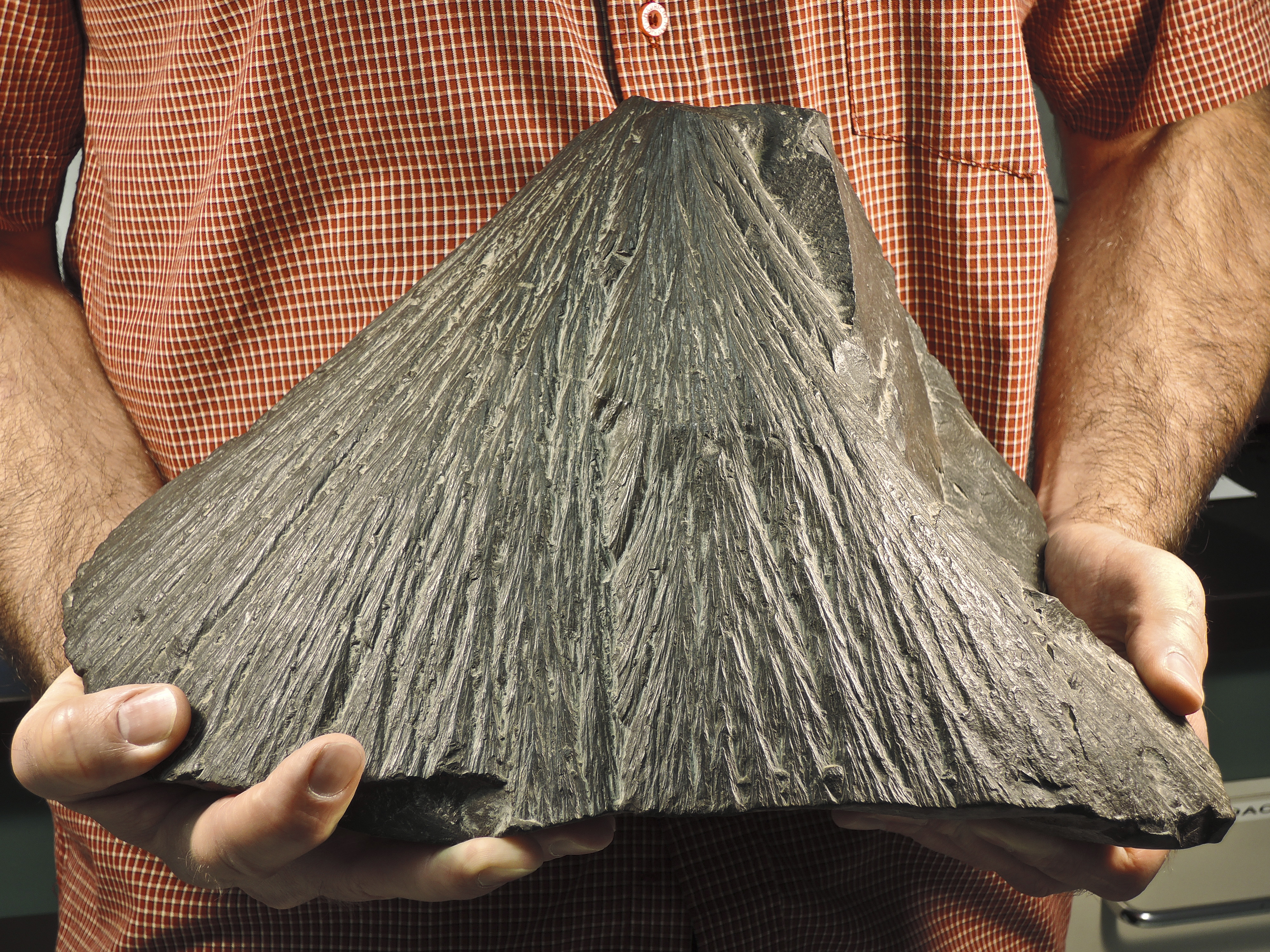
Cône de percussion dans le calcaire ordovivien exposé à l'Observatoire de l'Astroblème de Charlevoix. Il a été trouvé dans les années 1960 par un groupe du Centre écologique de Port-au-Saumon.

On observe des cônes de percussion dans divers types de roches, dont des affleurements de charnockite, particulièrement au sud-est du village de St-Hilarion.  

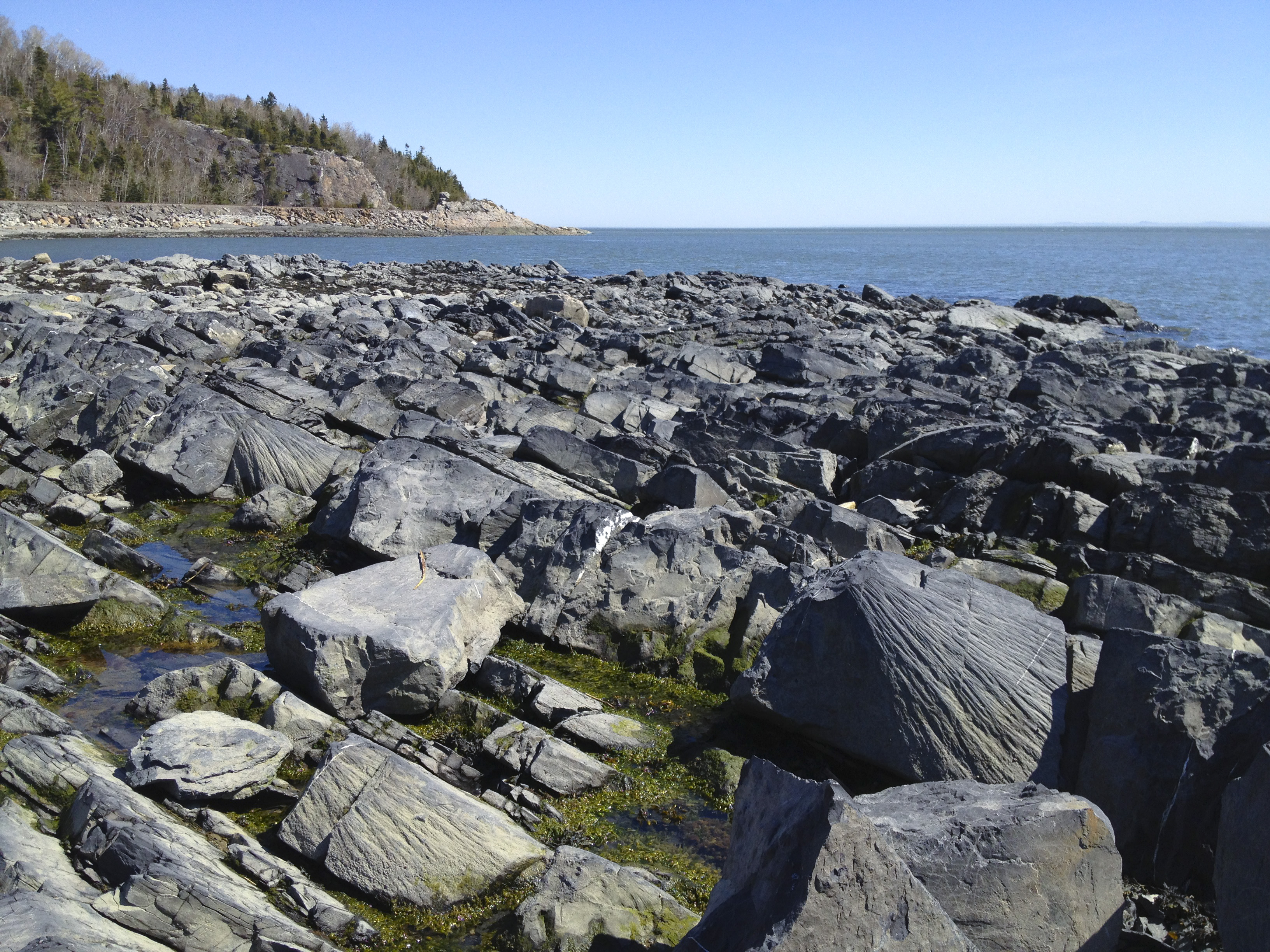
Cônes de percussion dans leur environnement, secteur de Cap-à-la-Corneille, sur l'estran du fleuve St-Laurent.

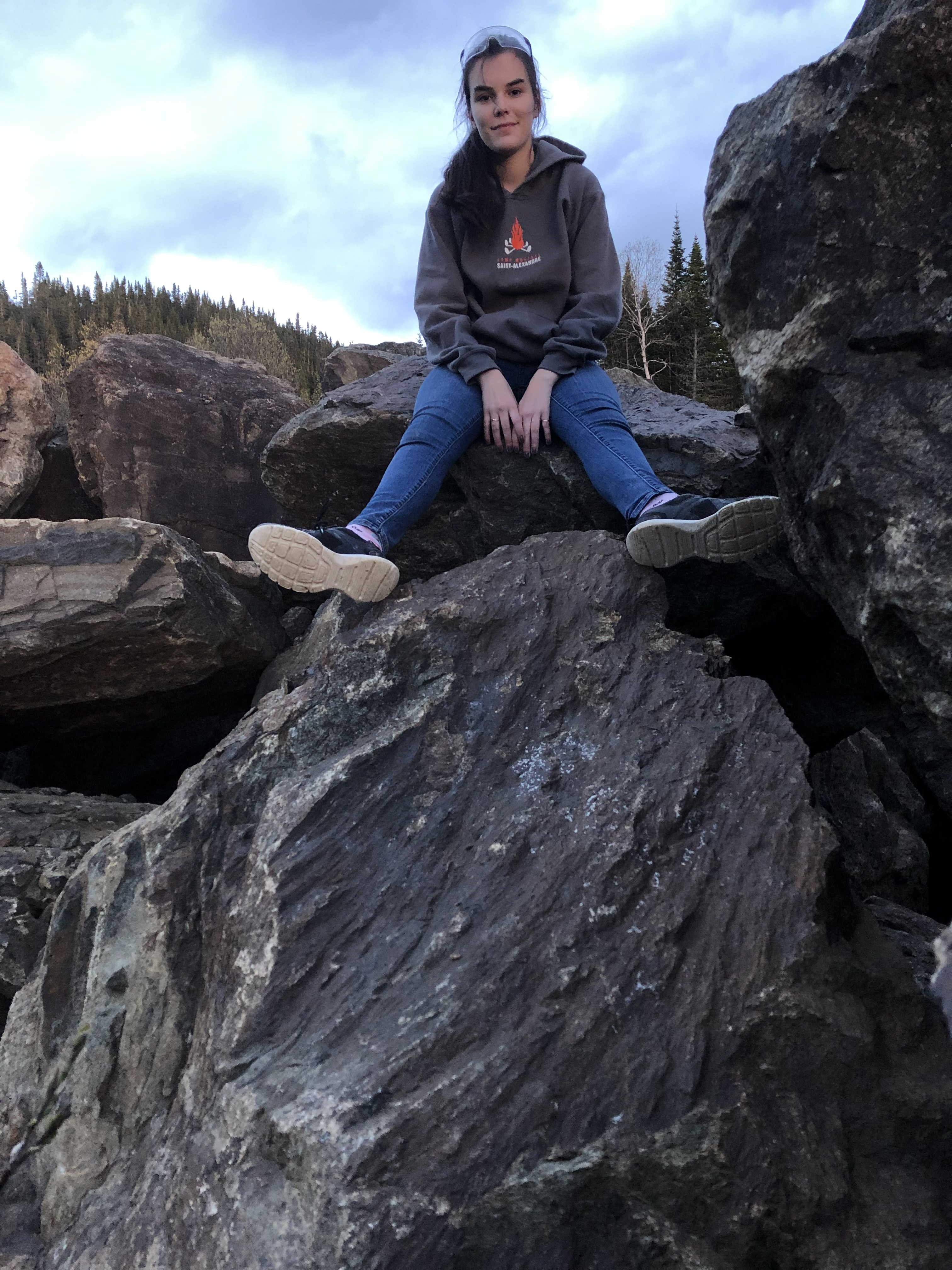
Gros cône de percussion enduit d'une couche de pseudotachylite.

C'est d'ailleurs dans ce secteur que Jehan Rondot a initialement fait sa découverte de l'Astroblème de Charlevoix. Cette roche métamorphique à minéraux grossiers expose bien de grandes fracturations caractéristiques, mais en expose peu les détails fins.
De plus, on observe, en certains endroits, des cônes de percussion charnockitiques enduits d'une couche de pseudotachylite.
Par ailleurs, on observe aussi des cônes de percussion dans les calcaires des Basses-terres du St-Laurent, à l'Est du village de Les Éboulements, dans un secteur nommé Cap-à-la-Corneille. Le grain du calcaire étant beaucoup plus fin, il permet une bien meilleure définition des fractures.

### Les dykes de brèches (Mylolisthénite)

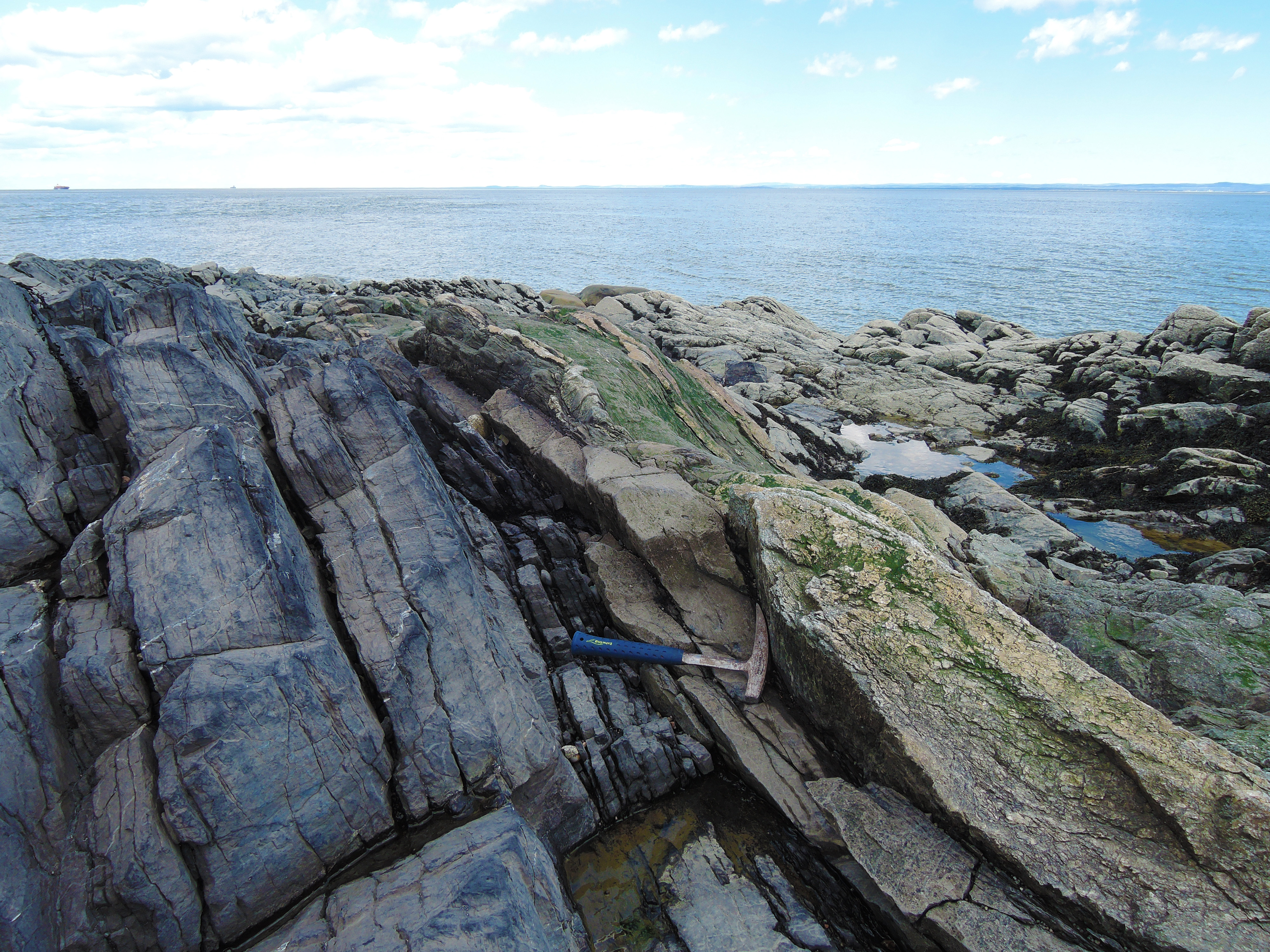
Dyke de brèche (mylolisthénite) au centre, séparant du calcaire ordovicien à gauche, du granite précambrien à droite.

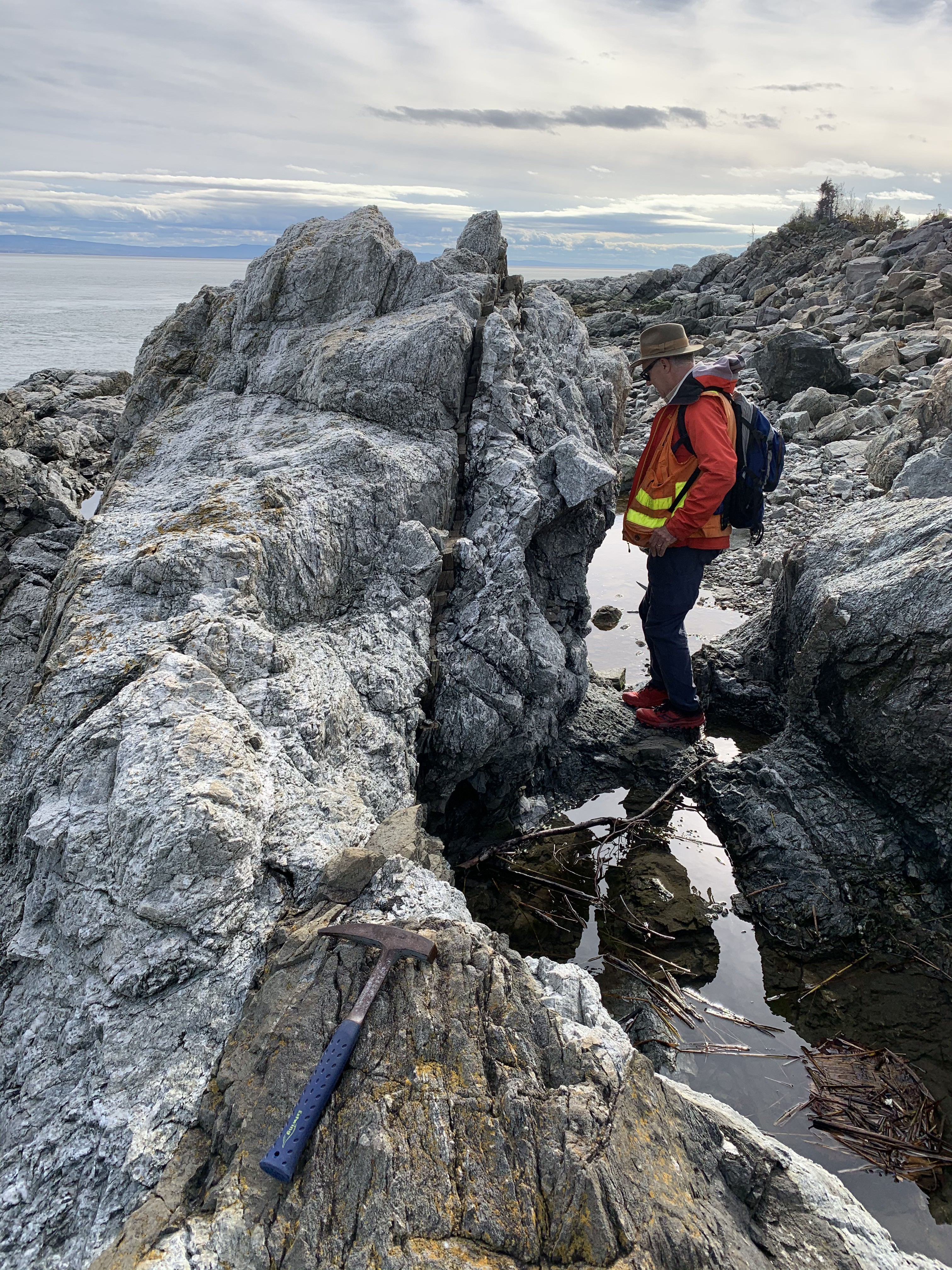
Dyke de brèche de l'Anse-au-Sac.

La brèche d'impact que Rondot a découverte s'apparente grandement à la suévite trouvée dans d'autres sites d'impacts dans le monde. Il nomma ce type de brèche mylolisthénite, du grec μνλων « moulin » et ολίσθημα « glisser ». En effet, le mode de formation de la mylolisthénite est différent de la suévite qui elle, constitue des retombées post-impact. La mylolisthénite se forme le long des plans de décrochements, entre les mégablocs d'effondrements. Une étude statistique de leur orientation indique que ces brèches de faille ont emprunté largement les zones de faiblesse préexistantes. Elle est formée de morceaux plus ou moins finement broyés de calcaire, de grès et de pseudotachylite noire (verre de roche fondue). Parfois, on peut voir une couche de cuisson sur certains des plus gros fragments dans la mylolisthénite. Retrouvée sous forme de dykes, la position de l'Astroblème de Charlevoix en bordure du Fleuve Saint-Laurent permet à l'estran d'être à nu. En effet, le frottement des glaces l'hiver et le mouvement perpétuel des marées "nettoient" les affleurements rocheux. Cette situation rend facile l'observation de ces dykes de mylolisthénite à marée basse.

### La pseudotachylite

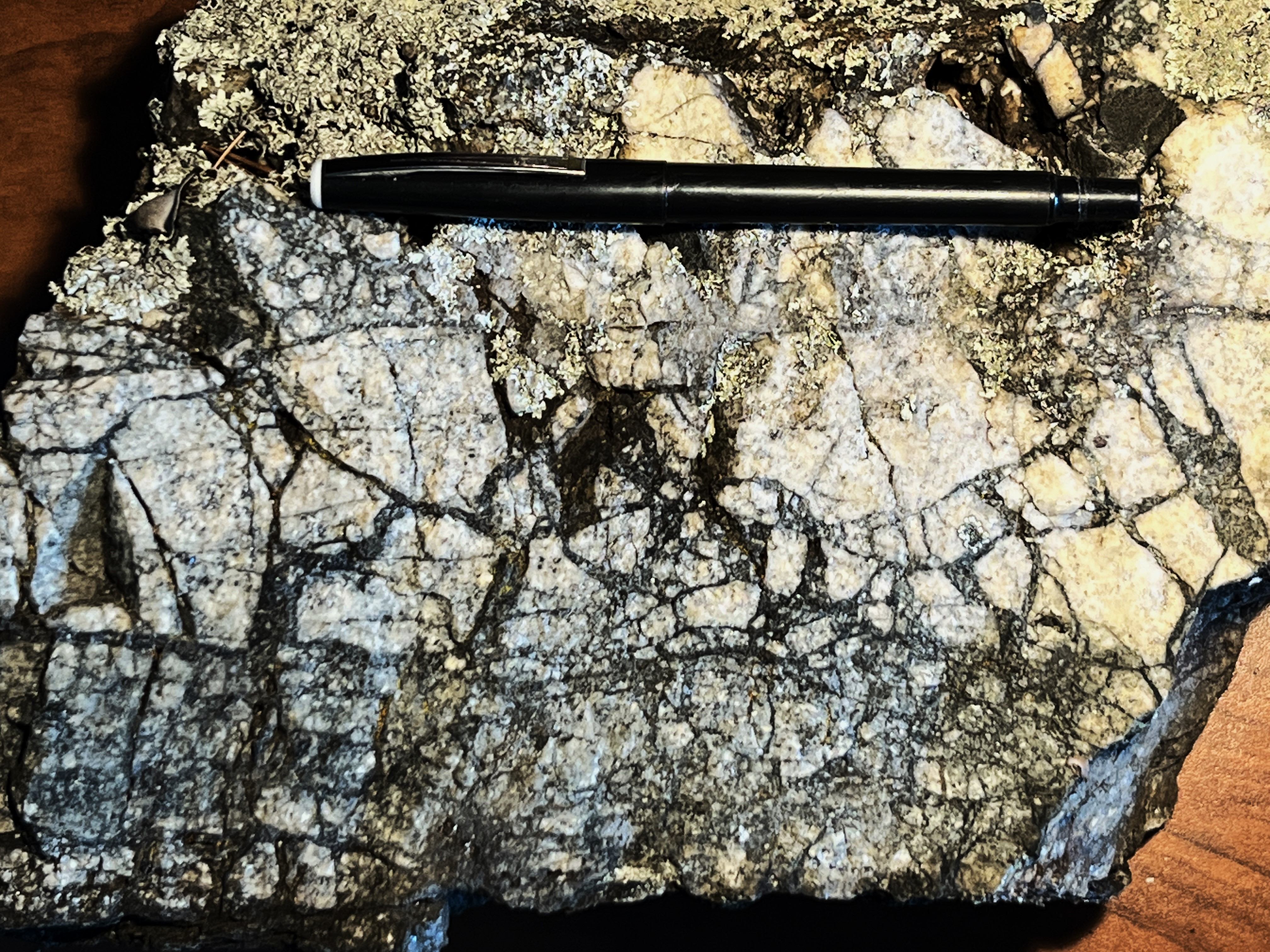
Morceau d'un dyke de pseudotachylite du secteur de Cap-aux-Oies, dans l'astroblème de Charlevoix.

Des dykes de pseudotachylite d'origine météoritique sont observés en divers endroits de la région. D'épaisseurs centimétriques ou décimétriques, ils sont moins spectaculaires en taille que ceux observés dans des plus grands sites d'impacts mondiaux, comme au Dôme de Vredefort ou au Bassin de Sudbury. Ils en présentent néanmoins les mêmes caractéristiques physiques: veines sombres aphanitiques englobant des clastes de la roche encaissante.
Un peu à la manière des dykes de brèches de mylolisthénite décrits précédemment, ils sont les témoins de mouvements de cisaillements qu'a subi la région durant l'impact météoritique.  

### Les fontes d'impact (traduction de "impact melts")

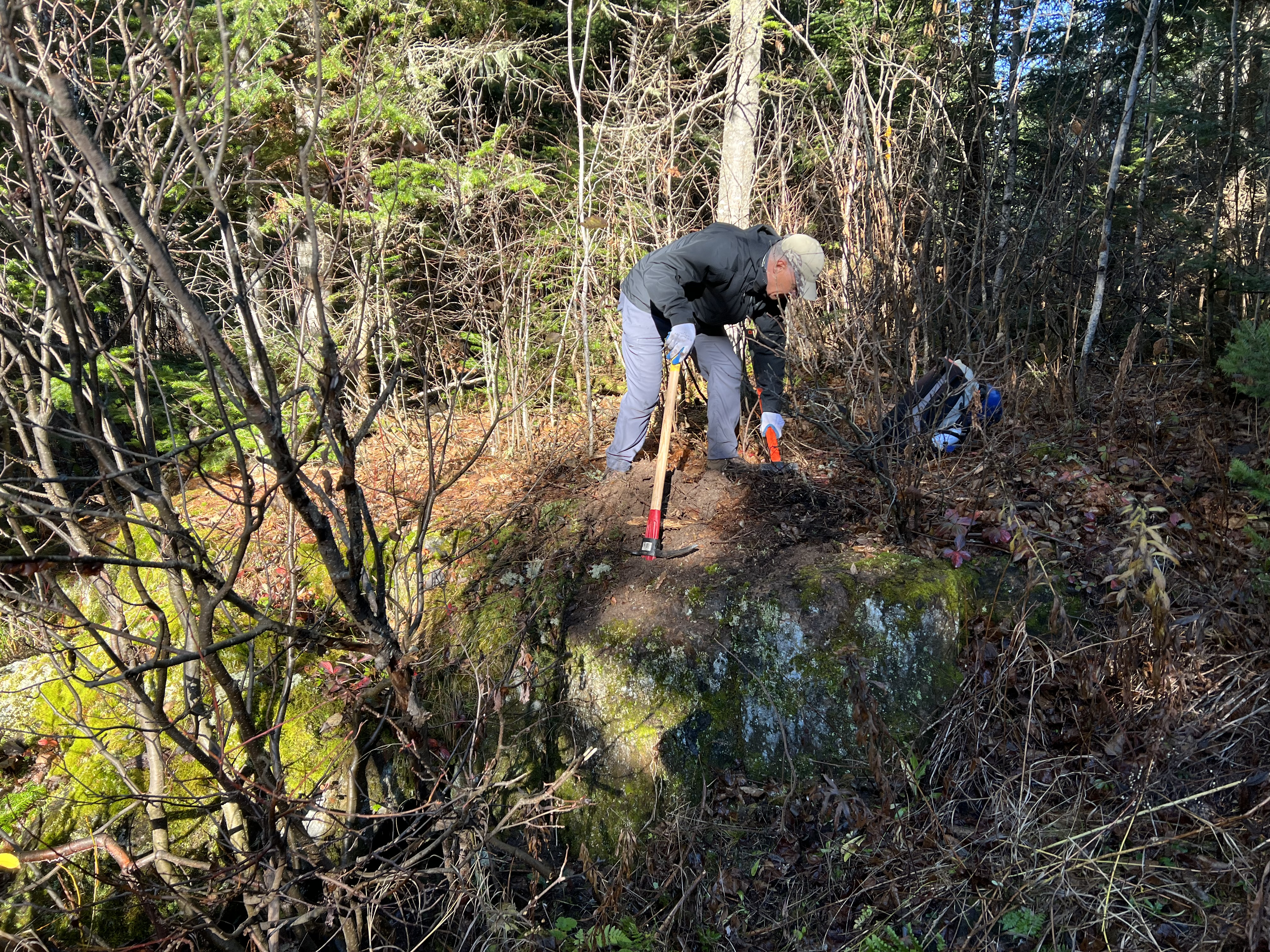
Affleurement de fonte d'impact (impact melt) de Ste-Marie-de-Charlevoix.

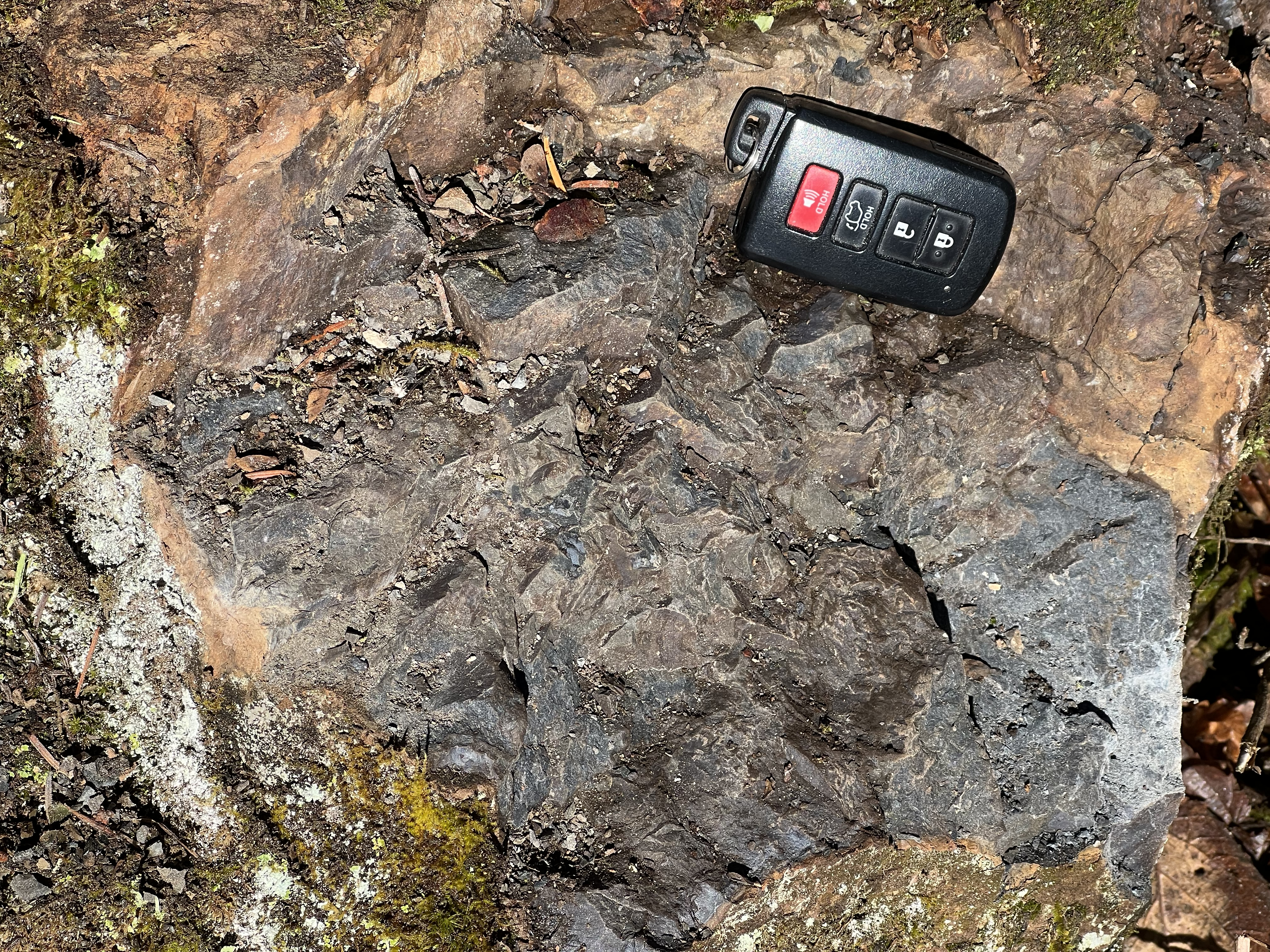
Gros plan d'une cassure fraîche de la fonte d'impact (impact melt) de l'Astroblème de Charlevoix.

Deux modestes affleurements d’une roche sombre, s’apparentant à du basalte volcanique, sont retrouvés sur des terres privées du Rang Ste-Marie, entre St-Hilarion et Les Éboulements. Ils sont entourés de dépôts glaciaires, et d’enrochements faits par des agriculteurs. Pourtant, la région charlevoisienne n’a pas une origine volcanique. Lorsque Jehan Rondot a étudié ces affleurements vers la fin des années 60, il a compris qu’ils étaient ce qui subsiste des dépôts de roches en fusion qui sont retombées dans le cratère à la suite de l’impact météoritique. Il les a appelés « impactites ». Aujourd’hui, ce terme est plutôt utilisé pour désigner la famille des différentes roches transformées par un impact météoritique d’importance.
La composition de ces roches fondues par l’impact correspond exactement à celle à laquelle on s’attendait du résultat de la fusion des roches locales. De plus, les arrangements de minéraux ferreux en forme de petites étoiles, appelées structures « spinifex », révèle que ces roches se sont refroidies rapidement. Ceci renforcerait l'hypothèse, avancée par certains géologues, que l’impact se soit produit en milieu marin peu profond, lors de l'Ordovicien, l'eau ayant rapidement recouvert à nouveau le territoire à la suite de l'impact.

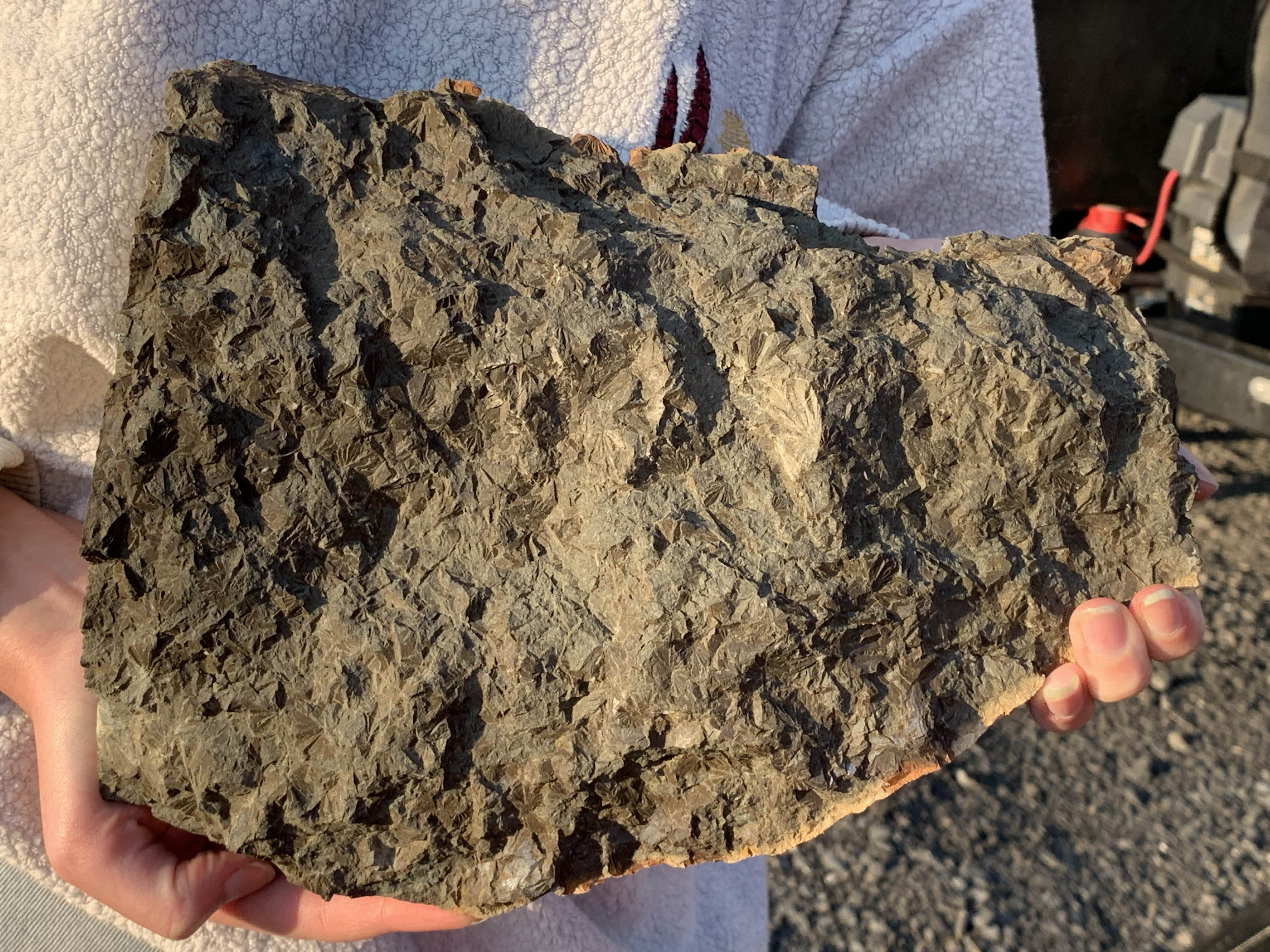
Roche fondue lors de l'impact, puis solidifiée rapidement.

D’autre part, on pourrait se demander pourquoi on ne retrouve pas plus de ces affleurements d’anciennes roches fondues dans la structure d’impact de Charlevoix. En effet, en évaluant le volume de roches excavées lors de l’impact, on aurait dû s’attendre à en retrouver des dizaines de mètres d’épaisseur recouvrant le territoire, comme par exemple à l’Astroblème de Manicouagan. Monsieur Rondot attribuait cela au fait que l’impact chevauche une dépression dans le relief, aujourd’hui occupée par le Fleuve St-Laurent. Cette dépression existait probablement à l’époque de l’impact. Les roches en fusion, retombées de l’impact, se seraient donc grandement écoulées dans la dépression, en laissant relativement peu dans le cratère d’impact.

## Faille du St-Laurent
La faille du St-Laurent, orientée nord-est à sud-ouest, représente une des structures majeures de la région et est interprétée comme étant reliée à l’ouverture de l’océan Iapétus au Protérozoique tardif – Paléozoique précoce. Par contre, cette faille recoupe l’impact de Charlevoix sans déflexion majeure, suggérant une réactivation post-impact. Les systèmes de failles de la région de Charlevoix sont interprétés comme des structures pré-impact reliées à l’ouverture de l’océan Iapétus, la majorité ayant été réactivées durant l’impact météoritique dévonien et également par un événement post-impact, ce dernier probablement relié à l’ouverture de l’océan Atlantique.

### Brèche tectonique

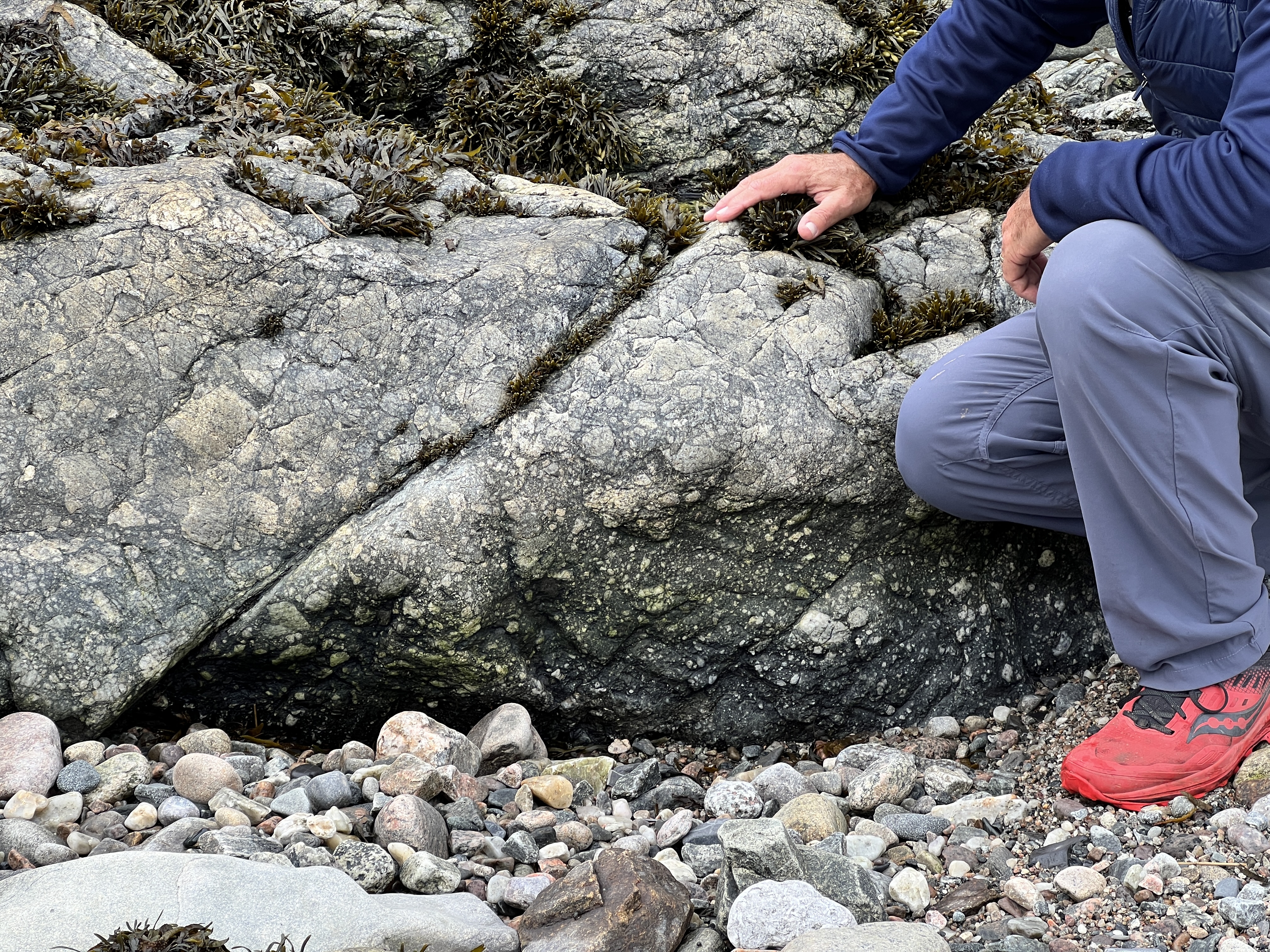
Dyke de brèche tectonique charlevoisien.

On retrouve dans l'Astroblème de Charlevoix des dykes de brèche tectonique. Les plus impressionnants connus sont situés sur l'estran du Fleuve St-Laurent, entre Cap-aux-Oies et Pointe-au-Pic. C'est une roche très foncée à grains extrêmement fins, voire absents. Elle cimente ensemble des inclusions (clastes) de la roche locale. Dévitrifiée avec les millions d'années, cette roche est aussi un témoin des déplacements d'immenses parties de terrain. Les clastes qu'elle englobe sont souvent des gneiss granitiques précambriens de tailles variées pouvant aller jusqu'à quelques dizaines de centimètres de diamètre.
Tout en étant très semblables aux dykes de pseudotachylites observés dans les plus grands astroblèmes du monde comme le Dôme de Vredefort en Afrique du sud et le Bassin de Sudbury au Canada, les dykes charlevoisiens, surtout orientés sud-ouest nord-est, n'auraient pas une origine météoritique. Ils seraient liés à des failles préexistantes qui auraient été réactivés ou activés au mésozoïque.

## Absence de fragments de la météorite d'origine

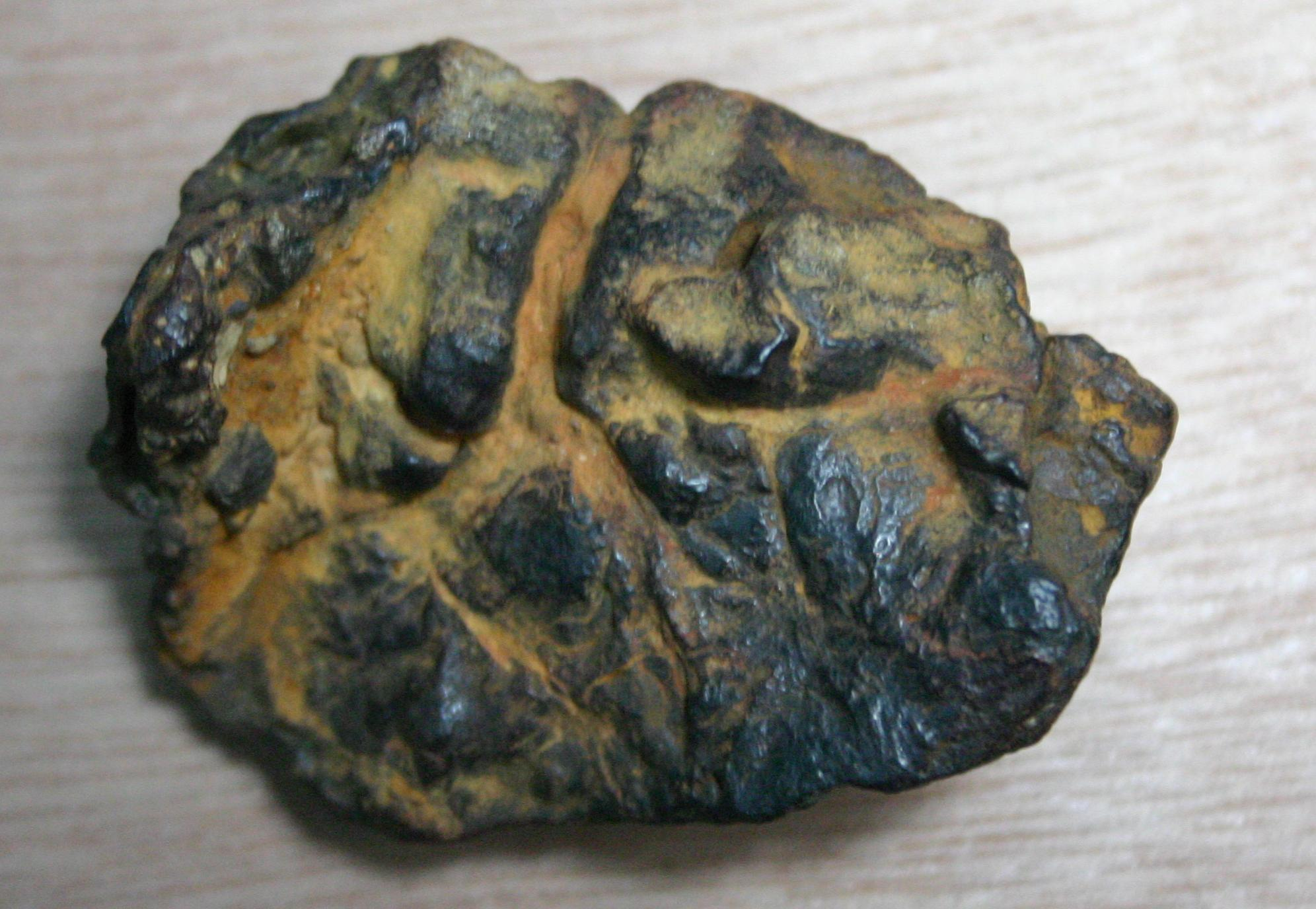
Oxydation à la surface d'une météorite tombée en Chine en 1516 (Nantan). Après quelques milliers d'années laissée dans l'environnement, elle aurait fini par disparaître.

Une recherche effectuée par une équipe scientifique, et dont les résultats ont été publiés en 2008, avait pour but de trouver des traces de l'impacteur dans des roches autrefois fondues de l'Astroblème de Charlevoix. À la suite de l'analyse de leurs échantillons, certains indices tendent vers un impacteur qui aurait été une Chondrite de type L. Les auteurs sont toutefois extrêmement prudents dans leurs conclusions car les résultats sont statistiquement faibles. Ils recommandent donc que de nouvelles recherches soient menées à ce sujet.
En ce sens, il peut sembler surprenant de constater qu'aucun fragment d'une aussi grosse météorite n'ait été retrouvé. Notons que cette absence de fragments n'est pas exclusive à Charlevoix. En effet, c'est la même chose pour tous les grands sites d'impacts mondiaux.

En fait, l'absence de fragments de la météorite d'origine dans un grand et vieux site d'impact comme celui de Charlevoix est le résultat de deux causes. Premièrement, lorsque l'impacteur frappe la croûte terrestre, il subit un choc et des températures immenses. Cela a tendance à faire fondre et même vaporiser la météorite. Deuxièmement, puisque toutes les météorites contiennent au moins une certaine quantité de fer, l'érosion (oxydation) vient à bout de faire disparaître rapidement les fragments qui auraient pu subsister.

## Recherches sur l'impact

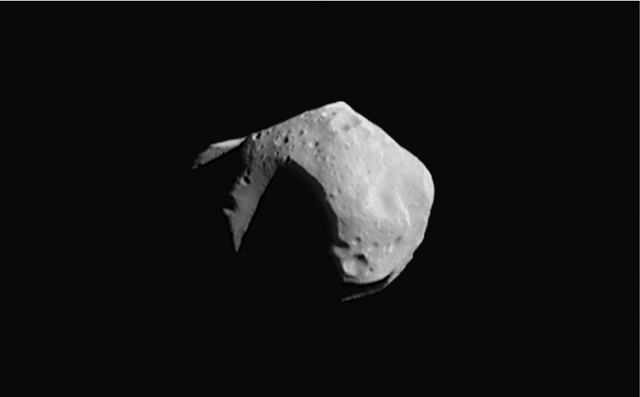
Un astéroïde typique, (253) Mathilde, photographié par la sonde NEAR Shoemaker en 1997.

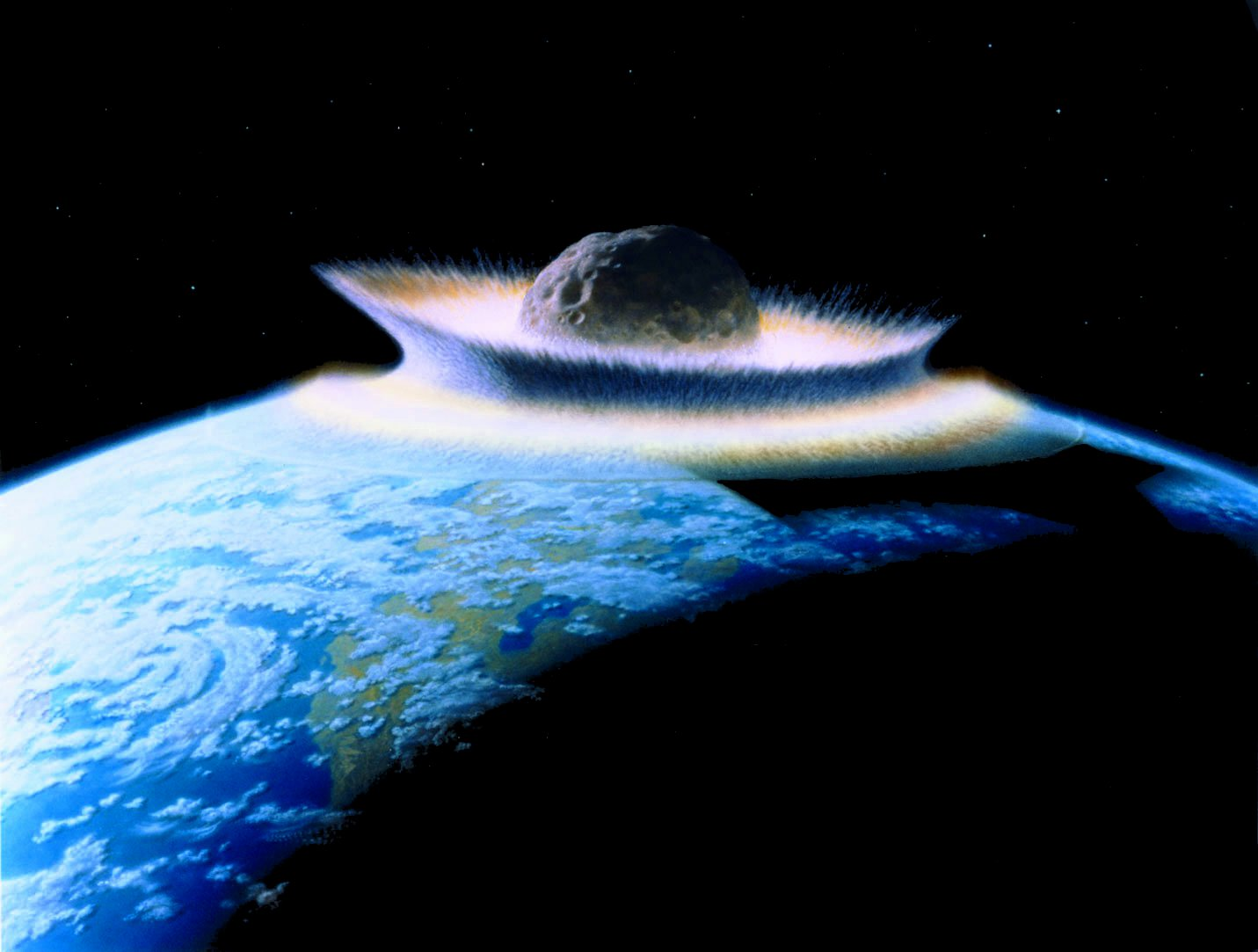
Vue d'artiste d'un impact météoritique de très grande envergure.

Même si l'astroblème de Charlevoix a été étudié depuis des décennies, il n'y a pas de données concluantes qui ont été obtenues pour résoudre deux questions :

1. - Quand, précisément, l'impact s'est produit ?
2. - Quelle est la nature réelle de la météorite qui a frappé[20],[19] ?

### Datation de l'impact
Les datations K/Ar effectuées dans les années 1970 sur un affleurement de suévite (impactite de retombées) dans le secteur de Ste-Marie-de-Charlevoix donnent un âge de 372 et 342 millions d'années (Ma), soit à la fin du Dévonien supérieur.
D'autres datations effectuées dans les mêmes années sur de la pseudotachylite (impactite de fusion) prélevée au Lac de la Tourelle, près du sommet du Mont des Éboulements, révèlent un âge de 335 Ma. Deux mylolisthénites (impactites de glissements de mégablocs) ont quant à elles été datées à 332 et 321 Ma.
Un ouvrage grand public de 2003 portant, entre autres, sur l'Astroblème de Charlevoix, spécifie une datation de 357 Ma ± 15 %, donc de 410 à 303 Ma.
Les datations effectuées plus récemment au 40Ar/40Ar sur une roche de St-Irénée contenant du verre de fusion, à environ 3 kilomètres du point d'impact, semblent montrer moins d'incertitude dans les résultats, avec un âge de 397,5 ± 2,5 Ma, soit autour de la transition entre le Dévonien inférieur et moyen.
Une nouvelle étude, publiée en 2019 par équipe de chercheurs germano-américaine, suggère un impact encore plus ancien qu'autrefois évalué. En effet, la datation à l'Uranium-Plomb de zircons choqués prélevés dans des anorthosites du Mont des Éboulements, date l'impact aux périodes de l'Ordovicien supérieur ou, de manière moins probable, du Silurien inférieur. La datation de l'impact obtenue par leurs résultats est effectivement de 450 ± 20 Ma, ce qui est près de 100 millions d'années antérieur à l'âge de l'impact établi par les premières études des années 70.
L'âge stratigraphique des calcaires dans lesquels on trouve des cônes de percussion est de 453 Ma au maximum. L'âge de l'impact météoritique serait donc situé entre 430 et 453 Ma, soit durant l'ordovicien.
À la lumière des différents articles scientifiques écrits sur le sujet de la datation de l'Astroblème de Charlevoix, une tendance se dégage: les études effectuées plus récemment pointent toutes vers un impact encore plus ancien qu'autrefois évalué.

### Datation finale, avec incertitudes
On constate donc que l'âge de l'Astroblème de Charlevoix ne fait pas consensus dans la communauté scientifique. Pour tenir compte des différents résultats de datation obtenus par diverses équipes de chercheurs, l'équipe d'animation scientifique de l'Observatoire de l'Astroblème de Charlevoix, le centre d'interprétation dédié à l'Astroblème de Charlevoix, parle d'un moment d'impact Ordovicien d'environ 450 millions d'années, tout en expliquant que différentes études dataient l'impact à aussi peu que 340 millions d'années.

### Caractéristiques physiques de l'impacteur
Selon les premiers calculs effectués dans les années 1960 et 1970 par Jehan Rondot, la météorite à l'origine de la formation de l'astroblème de Charlevoix était probablement de type rocheux et d'environ 2 kilomètres de diamètre, d'une masse de 15 milliards de tonnes arrivant à une vitesse de 10 à 15 km/s. Ceci confère une énergie cinétique maximale d'environ 1,27 × 1021 joules.
En 2007, Jehan Rondot parle d'une énergie d'environ 1,5 × 1021 joules, ce qui impliquerait, par exemple, une vitesse d'impact encore un peu plus grande qu'initialement calculée. Aujourd'hui par contre, en utilisant le simulateur d'impacts météoritiques de la Purdue University nommé Impact: Earth! avec l'énergie évaluée par Jehan Rondot, le cratère serait de l'ordre de 25 km de diamètre, ce qui est passablement plus petit que les 54 km mesurés sur le terrain.
Selon ce simulateur, une météorite rocheuse frappant à 20 km/s devait plutôt avoir un diamètre d'environ 4,5 km, donc une masse aux alentours de 130 milliards de tonnes pour pouvoir créer un cratère complexe du diamètre de l'Astroblème de Charlevoix. Il est important de spécifier que rien n'indique, hors de tout doute, que la météorite était de type rocheuse. En effet, elle était peut-être plus petite, mais ferreuse. L'énergie d'une telle collision est environ 20 fois plus grande que celle des premières estimations.
L'énergie dégagée au moment de l'impact dépend donc du modèle utilisé. Elle serait d'environ 300 000 mégatonnes de TNT (ce qui est équivalent à environ 21 millions de fois l'énergie dégagée par la bombe nucléaire Little Boy larguée sur Hiroshima) selon le premier modèle. Elle serait plutôt de 6 000 000 de mégatonnes de TNT selon le modèle récent, ce qui est équivalent à 430 millions de fois la même bombe.
Par ailleurs, selon Osinski et Ferrière, qui ont mesuré la position des cônes de percussion dans des cratères aux dimensions externes facilement mesurables, ils déduisent de la position des cônes de percussion charlevoisiens que l'Astroblème de Charlevoix devait avoir un diamètre original d'au moins 70 km, avant d'être autant érodé. L'énergie nécessaire à créer un tel cratère d'impact avoisine 1 milliard de bombes Little boy selon le simulateur d'impact de l'Université Purdue.

### Énergie de l'impacteur de Charlevoix
Les différences d'énergies entre les premiers calculs d'impacts effectués dans les années 1970 et ceux d'aujourd'hui sont relativement grandes. Plusieurs groupes de recherche ont travaillé sur différents sites d'impacts météoritiques mondiaux depuis les premières études sur Charlevoix. Des différences en apparence pas si importantes dans les caractéristiques de la météorite d'impact ont un effet majeur sur son énergie. Ceci s'explique grâce aux lois de la physique mécanique.
En effet, l'énergie du mouvement d'une masse est appelée énergie cinétique. Cette énergie est proportionnelle à la masse d'un corps (m), ainsi qu'à sa vitesse élevée au carré (v2).
Il est important de mentionner que la masse varie rapidement avec l'augmentation du diamètre d'un objet. En effet, pour un objet de forme approximativement sphérique, le volume est proportionnel au rayon élevé au cube (r3). La masse elle, est directement proportionnelle au volume.
Considérons donc les deux corps calculés pour Charlevoix, en supposant qu'ils se déplacent à la même vitesse, mais que le deuxième a un diamètre 2,25 fois plus grand que le premier (2 versus 4,5 km). Sa masse (proportionnelle au volume), sera 2,253=11,4 fois plus grande.
De plus, les simulations informatiques montrent que la vitesse d'impact était peut-être plus rapprochée de 20 km/s plutôt que de 15 km/s, vitesse utilisée dans le premier modèle. Une vitesse 1,33 fois plus grande conférera donc 1,332=1,78 fois plus d'énergie.
Ces deux calculs expliquent pourquoi il y a environ un facteur 20,25 (11,4 x 1,78) entre les énergies impliquées dans les 2 simulations.

### Nature de la cible

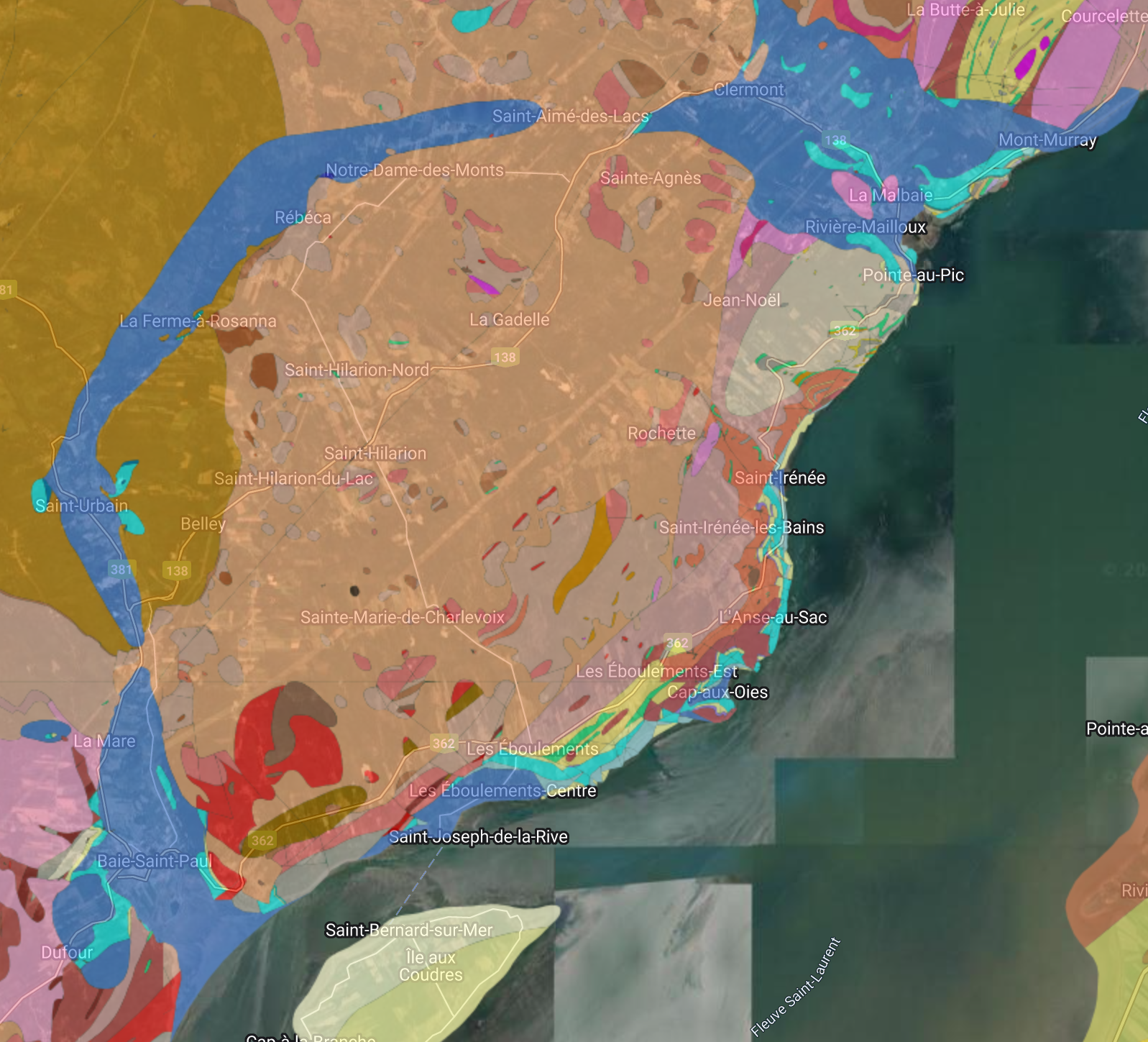
Carte géologique détaillée de l'Astroblème de Charlevoix.

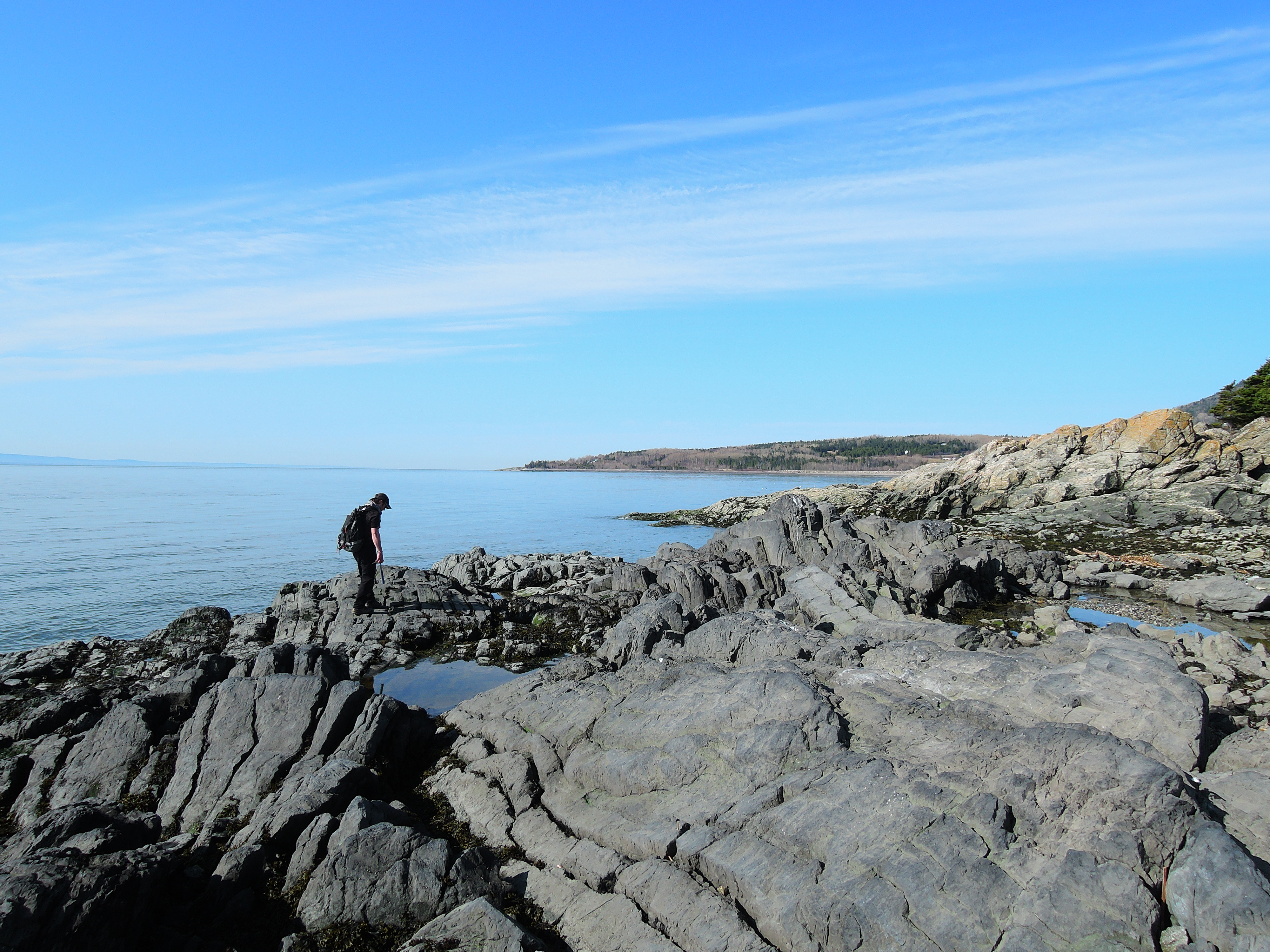
Calcaires charlevoisiens appartenant aux basses-terres du St-Laurent

L'impacteur a fort probablement frappé des roches sédimentaires de la plateforme des basses-terres du St-Laurent, d'âge Ordovicien (≈ 460 Ma). Ces calcaires et grès étaient déposées sur les roches ignées et métamorphiques d'âge Protérozoïque (≈ 900 Ma) de la province géologique de Grenville, faisant partie du bouclier canadien.
Selon les cartes paléogégraphiques de cette période, ces roches sédimentaires étaient possiblement même encore submergées par des eaux peu profondes, surtout si l'impact a un âge parmi les plus anciens évalués, soit lors de l'Ordovicien. Un impact moins ancien, lors du Dévonien, se serait déroulé sur la terre ferme selon ces mêmes cartes paléogéographiques.
Ayant subsisté à l'érosion, on retrouve encore aujourd'hui plusieurs affleurements rocheux de roches sédimentaires des basses-terres du St-Laurent dans Charlevoix. Ils se trouvent en particulier dans la dépression annulaire de l'Astroblème, surtout le long de la rivière du Gouffre (confluent à Baie-St-Paul) et de la rivière Malbaie (confluent à La Malbaie). On retrouve aussi de ces roches sédimentaires en différents endroits en bordure du Fleuve St-Laurent, entre Petite-Rivière-St-François et Cap-à-l'Aigle.

## Processus de formation du cratère complexe de Charlevoix

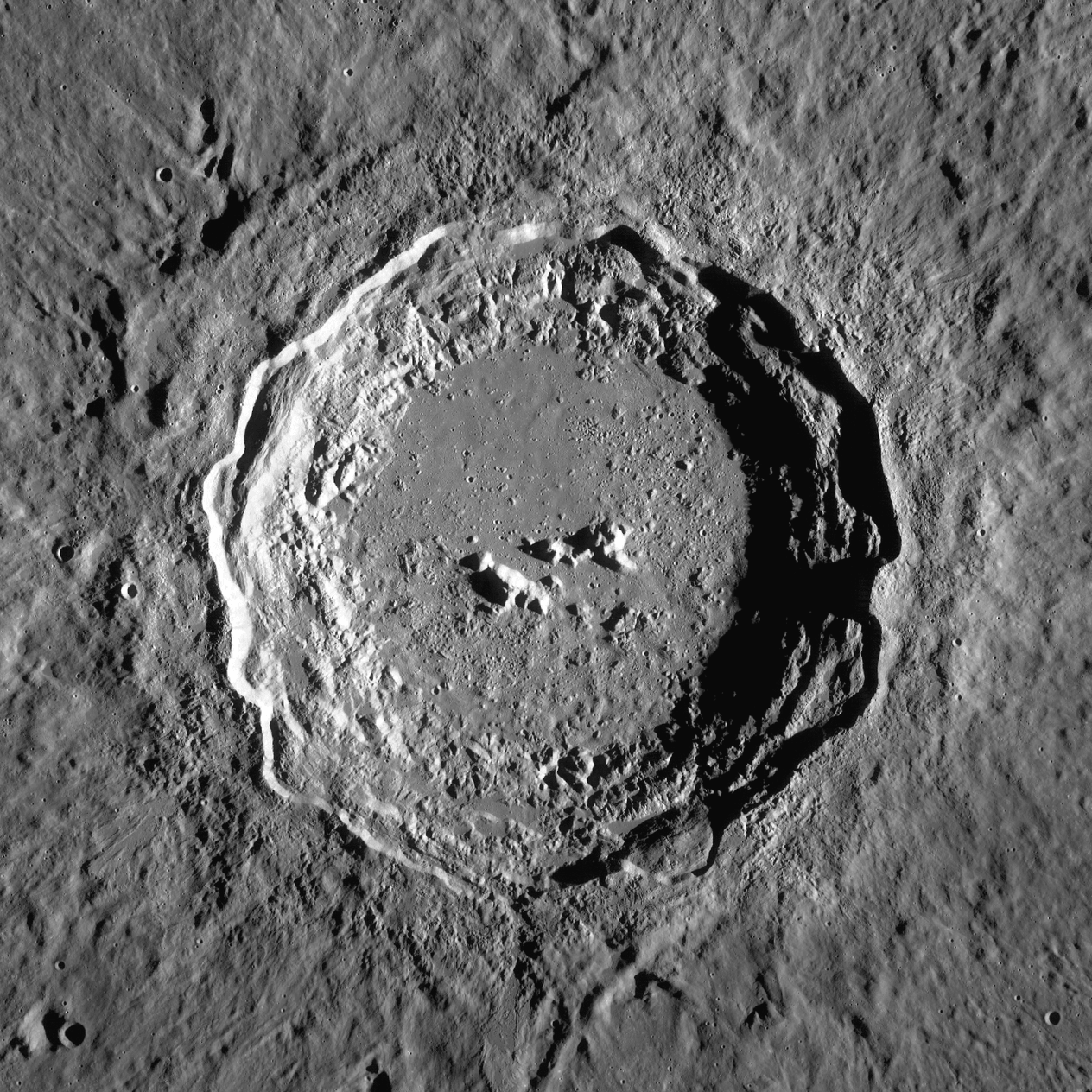
Le cratère Copernicus sur la Lune est un excellent exemple de cratère complexe. L'absence d'érosion et d'activité interne (volcanisme, tectonique) sur la Lune nous permet de bien distinguer la remontée centrale et les effondrements périphériques, même 800 millions d'années après l'impact.

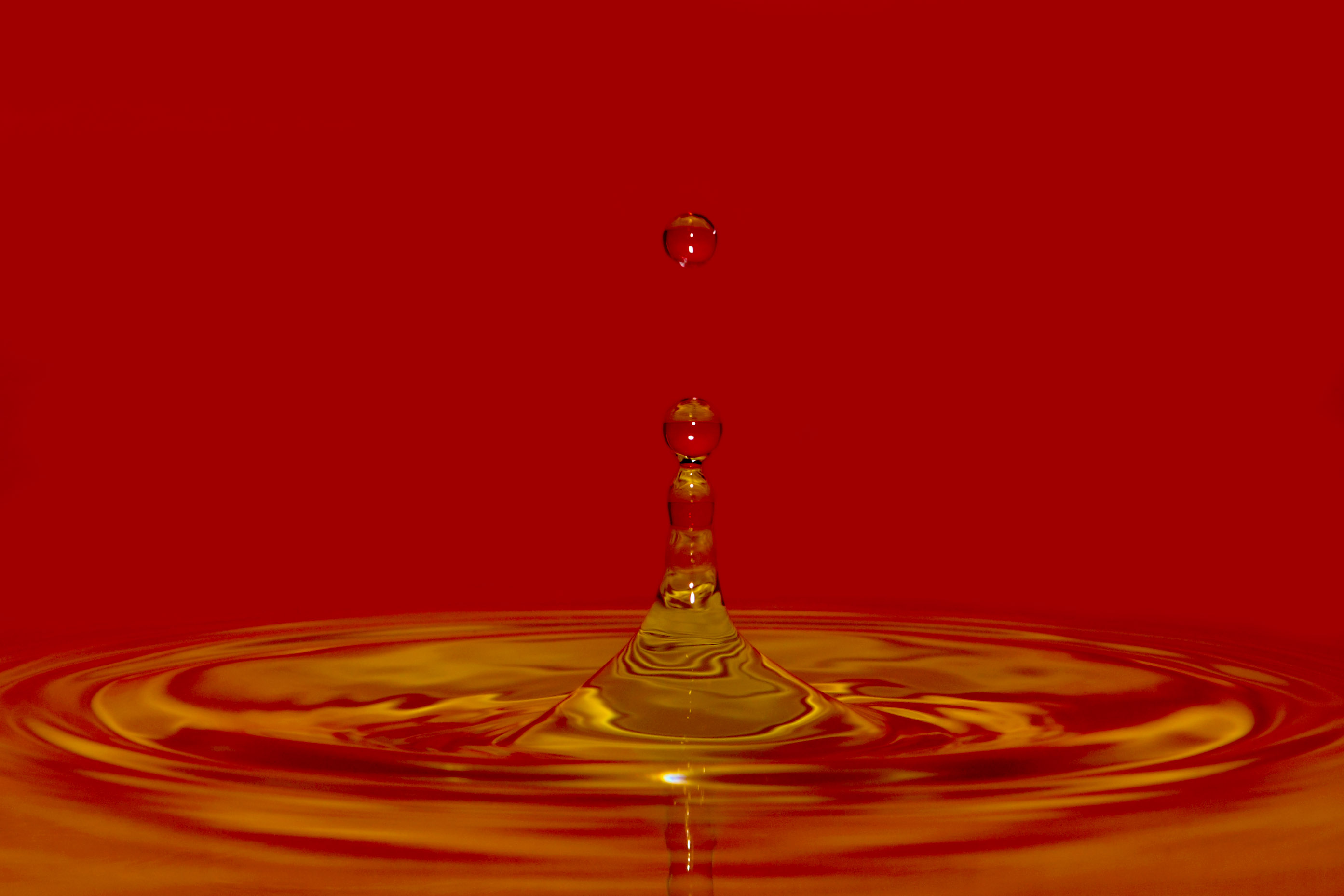
Le Mont des Éboulements s'est formé durant la courte phase de réajustement de la croûte terrestre à la suite de l'impact de la météorite, un peu à la manière dont l'eau réagit après qu'un objet y est tombé.

Les cratères de type complexes sont caractérisés par des terrasses d'effondrement sur la périphérie, un plancher relativement plat et un massif montagneux au centre, appelé pointement central. Ils constituent en quelque sorte les cratères de dimensions moyennes, situés entre les cratères simples et les bassins à anneaux multiples. On en retrouve sur toutes les planètes rocheuses du Système solaire, ainsi que sur la Lune, et les lunes glacées. Le type de cratère formé dépend de la masse de la météorite, de sa vitesse d'impact, de la gravité de la planète ou de la lune frappée, et du type de surface frappée.
Sur la Terre, les cratères de type complexes ne se forment que lorsque la météorite qui tombe a un diamètre d'au moins 200 m, mais le type de roche frappée a aussi de l'influence sur le résultat. En effet, pour une même taille d'impacteur, les cratères dans la roche sédimentaire sont systématiquement environ 5 % plus grands que ceux créés dans la roche cristalline. Le type exact de roches, cristallines ou sédimentaires, dans lequel l'impact a eu lieu dans Charlevoix est inconnu. L'impact s'est peut-être même produit en milieu marin peu profond.
Ceci étant dit, peu importe le milieu dans lequel l'impact a eu lieu, l'énergie libérée lors de l'impact sur Charlevoix était amplement suffisante pour créer un cratère de type complexe.
Dans ce type d'impact, la météorite ne pénètre guère d'une profondeur supérieure à 2 fois son diamètre avant que son immense énergie cinétique ne soit transférée à la cible. Ce dégagement d'énergie surpasse les forces fondamentales des roches sous le grand cratère initialement excavé, appelé cratère de transition. Ce dernier, trop profond pour son diamètre, passe rapidement de la phase d'excavation initiale aux phases de modification. Le résultat est que dans les dernières étapes de la modification du cratère, il y a des interactions complexes entre les effets de l'onde de choc dans le sol, la gravité, la cohésion de la roche ayant subi l'impact, et les modifications caractérisées par les mouvements vers l'extérieur, l'intérieur, et vers le haut de grands volumes de roches sous le cratère. Le processus de formation de ces cratères complexes n'est donc pas connu dans les moindres détails. Le résultat est que la roche qui était autrefois en profondeur sous le cratère de transition remonte pour former le pointement central. Au même moment, les roches de la périphérie s'effondrent vers l'intérieur le long de failles pour former des terrasses d'effondrement.

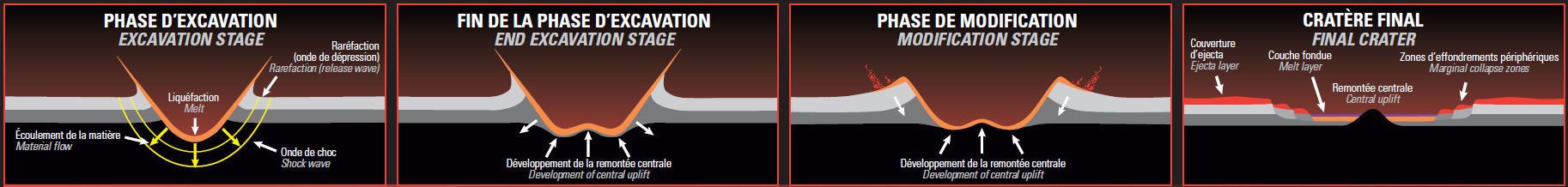
Les étapes de la formation d'un cratère de type complexe, comme celui de Charlevoix.

Plus spécifiquement pour l'impact sur Charlevoix, on calcule que durant la phase initiale d'excavation, la profondeur de la cavité a atteint environ 12 km. Le cratère de transition avait alors un diamètre d'environ 35 km. Ce dernier est donc rapidement entré en phase de modification pour finir avec un diamètre d'environ 54 km, et une profondeur d'environ 1 000 m. Lors de la phase de modification, d'énormes effondrements ont eu lieu, particulièrement sur la périphérie, avant d'en arriver au cratère complexe final.
Selon les calculs, l'ensemble de ce processus ne prendrait pas plus que quelques minutes. Ceci est presque instantané selon les durées géologiques typiques.

## Effets de l'impact
En fonction de la distance à l'impact, il est possible de calculer les effets qui auraient été subis grâce au simulateur d'impact de la Purdue University.
| Distance de l'impact (km)           | Détails de la radiation thermique | Éjectas                                                                                              | Onde de choc                                                              | Effets simiques                                                                   |
| ----------------------------------- | --- | --- | ------------------------------------------------------------------------- | --------------------------------------------------------------------------------- |
| 100 (Distance à la ville de Québec) | Arrivée : 2,95 secondes après l'impact. 1 570 fois plus brillant que le Soleil, les vêtements brûlent, la majorité du corps subit des brûlures au 3e degré. La végétation brûle. | Arrivée : 2,4 minutes Épaisseur moyenne d'éjectas : 12,4 m Diamètre moyen des fragments : 0,363 m    | Arrivée : 5,05 minutes Vitesse de l'onde : 4 880 km/h Pression : 386 psi  | 9.1 sur l'échelle de Richter. Destruction quasi totale des meilleures structures. |
| 250 (Distance de Trois-Rivières)    | Arrivée : 2,95 secondes après l'impact. 229 fois plus brillant que le Soleil, les vêtements brûlent, la majorité du corps subit des brûlures au 3e degré. La végétation brûle.   | Arrivée : 3,85 minutes. Épaisseur moyenne d'éjectas : 0,9 m Diamètre moyen des fragments : 0,033 2 m | Arrivée : 12,6 minutes Vitesse de l'onde : 1 505 km/h Pression : 50,8 psi | Dommages moyens aux structures bien construites.                                  |

## L'impact de Charlevoix: cause d'une extinction massive des espèces marines?

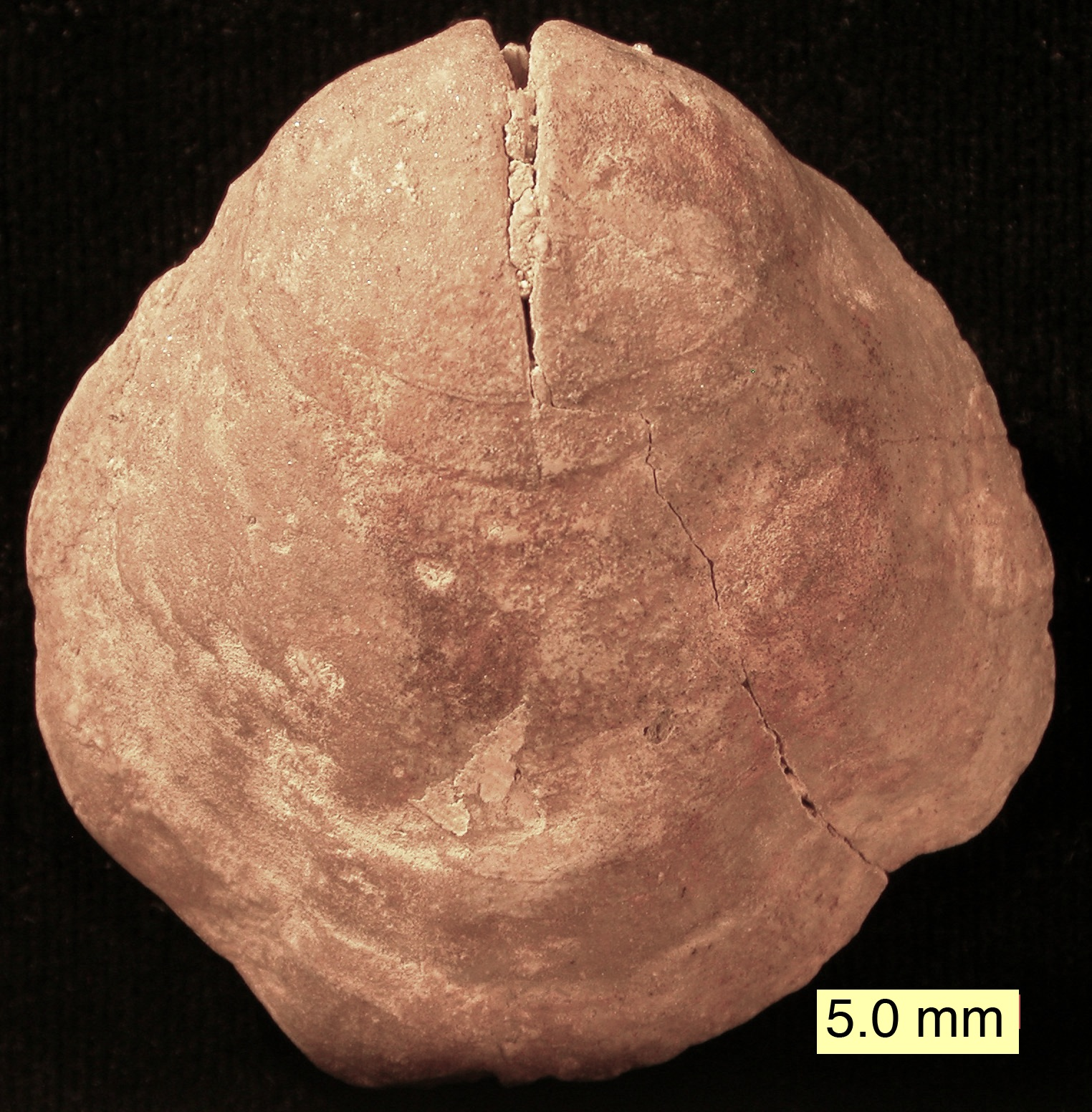
Brachiopode fossilisé dont l'espèce s'est éteinte au Dévonien.

Position approximative des continents au Dévonien.

La publication des résultats d'une recherche en 1992 révélait la découverte d'une couche de microtectites dans un affleurement rocheux du Bassin de Dinant, dans une section de commune en Belgique nommée Senzeilles. On en a retrouvé depuis dans un autre site belge nommé Hony. La datation des microtectites les associait à la limite entre les étages Frasnien et Famennien du Dévonien supérieur, soit à environ -372 millions d'années. Une des plus grandes extinctions massives des espèces marines se serait produite à ce moment, avec la disparition d'au moins 70 % de ces espèces. Les espèces les plus affectées étaient liées aux récifs et au benthos de faible profondeur.
Plusieurs mécanismes terrestres ont été suspectés comme étant des causes potentielles de cette extinction de masse, mais il existe de sérieuses divergences dans ces modèles. L'hypothèse d'un impact météoritique a donc aussi été envisagée comme étant responsable de cette extinction massive.
De par leur taille, leur âge approximatif et leur position respective au moment de l'impact, les cratères du Lac Siljan en Suède, de Woodleigh en Australie, ou de Charlevoix au Canada sont des candidats possibles. Par contre, aucune preuve suffisamment étoffée n'identifie l'un des trois cratères comme étant responsable de l'extinction. En effet, des incertitudes persistent sur l'âge des cratères, l'épaisseur de la couche d'éjectas qui se serait déposée (liée à la distance de l'impact), ainsi que la composition de la roche frappée (liée à la composition des microtectites). Notons qu'à l'époque, ce qui allait devenir l'Amérique du Nord était beaucoup plus près de ce qui allait devenir l'Europe. L'impact de Charlevoix s'est produit à environ 2 300 km des sites géologiques belges étudiés.
Ceci étant dit, ce sujet ne fait pas du tout consensus dans la communauté scientifique. En effet, une étude de 2003 spécifie clairement qu'une association entre l'impact de Charlevoix et l'extinction du Frasnien/Famennien n'est plus soutenable, car l'impact de Charlevoix, selon plusieurs études relativement récentes, serait plus ancien que cette extinction.

## Occupation humaine, faune et flore
L'astroblème est situé en bordure du Bouclier canadien. Dans la région de l'astroblème, le Bouclier canadien est une structure montagneuse de six cents à mille mètres d'altitude peu propice à des établissements humains. En réduisant la hauteur du sol au niveau du fleuve ou à quelques centaines de mètres, l'astroblème a créé des vallées et un plateau central accueillants où habite 90 % de la population de la région de Charlevoix.
L'astroblème a aussi créé un environnement où se côtoient des rivières, des vallées, des plateaux de faible altitude et le haut plateau du Bouclier canadien, ce qui a permis l'apparition d'une faune et d'une flore des plus diversifiées. L'UNESCO a reconnu le caractère exceptionnel de la région en lui attribuant le statut international de réserve de biosphère en 1989.

## Zone sismique de Charlevoix
Localisée à 100 kilomètres en aval de la ville de Québec, la zone sismique de Charlevoix (ZSC) est la plus active de l'Est du Canada. Un séisme de Charlevoix se produit à tous les jours et demi en moyenne. Puisque la plupart des séismes se produisent sous le fleuve St. Laurent, entre le comté de Charlevoix sur la rive Nord et le comté de Kamouraska sur la rive Sud, cette région est aussi souvent nommée Zone Sismique de Charlevoix-Kamouraska.
Depuis 1977, un réseau local de sismographes de sept postes centré sur la zone active surveille les tremblements de terre. Le réseau actuel de la ZSC détecte plus de 200 tremblements de terre par an. La fréquence des séismes historiques et le rythme actuel des séismes plus petits fait de la ZSC la zone à plus haut péril sismique de l'Est du Canada continental.
La plupart des séismes sont concentrés le long ou entre des failles de l'océan Iapetus (également appelés le paleo-rift du St-Laurent). Les tremblements de terre de la ZSC se produisent dans le bouclier canadien, entre la surface et 30 kilomètres de profondeur, sous la ligne de Logan et les Appalaches.
Plusieurs hypothèses ont été avancées pour expliquer cette activité sismique intraplaque dans une région où on ne devrait pas s'attendre à avoir autant de tremblements de terre, mais aucune ne fait encore consensus. La Faille Logan, l'impact météoritique, le rift du St-Laurent, l'ajustement isostatique ainsi que le paléo-rift d'Iapetus sont toutes des causes potentielles qui ont été étudiées.
Par contre, il n'y a pas présentement de réponse définitive quant aux causes de la sismicité dans Charlevoix. Il semble bien cependant qu'on ne puisse dissocier la sismicité de cette région de celle des autres régions de l'est du Canada, et qu'il faudra trouver une explication qui tienne compte de la situation dans son ensemble. En ce sens, un couplage de l'hypothèse des failles ancestrales du rift d'Iapetus et des fractures reliées à la chute d'une météorite paraît être la réponse la plus adéquate en ce qui concerne la sismicité de la région de Charlevoix.
Une grande quantité d'articles scientifiques ont été publiés sur le sujet.

## Découvrir l'Astroblème de Charlevoix

### Visites guidées
Il est possible de participer à des visites commentées de l'Astroblème organisées par un organisme scientifique à but non lucratif nommé Randonnées nature Charlevoix. Offertes sur réservation, ces visites permettent de découvrir la géologie de la région, l'origine de l'Astroblème, les aménagements humains qui sont rendus possibles grâce à l'astroblème ainsi que la flore diversifiée de la région qui est aussi la conséquence de sa présence.

### Les meilleurs points de vue sur l'Astroblème de Charlevoix

#### Le Mont du Lac des Cygnes
Situé dans le Parc national des Grands-Jardins (Sepaq), le sommet est accessible via un très populaire sentier pédestre d'environ 8,6 km aller-retour. Ayant un degré de difficulté classé "difficile", le dénivelé positif du sentier est de 480 m.

Le sommet fait partie de la périphérie nord-ouest de l'Astroblème. Il est sans contredit l'un des meilleurs points de vue sur l'ensemble de l'Astroblème. Les naturalistes, employés du parc, font de l'interprétation au sommet à tous les jours en période de grand achalandage. Ces derniers ont suivi une formation par l'équipe de l'Observatoire de l'Astroblème de Charlevoix.

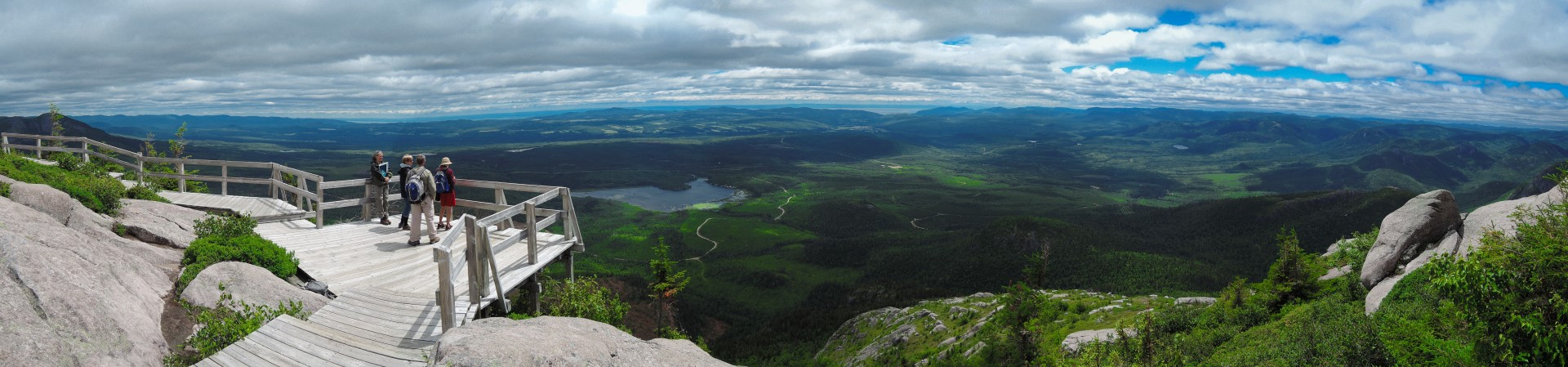
L'Astroblème de Charlevoix photographié à partir du belvédère du Mont du lac des Cygnes, situé sur la périphérie du cratère d'impact, dans le Parc national des Grands-Jardins.

#### Le rang Ste-Marie
Situé sur la remontée centrale de l'Astroblème, le Rang Ste-Marie permet de voir une grande partie de la périphérie de l'Astroblème, soit du sud-ouest jusqu'au nord. Le mieux est d'emprunter ce rang en direction ouest, soit à partir du village de St-Hilarion (via le Chemin Cartier sud), ou à partir du village de Les Éboulements, (via le rang Ste-Catherine). Aucune randonnée n'est nécessaire pour avoir accès au panorama.

#### La halte routière de l'Observatoire de l'Astroblème de Charlevoix

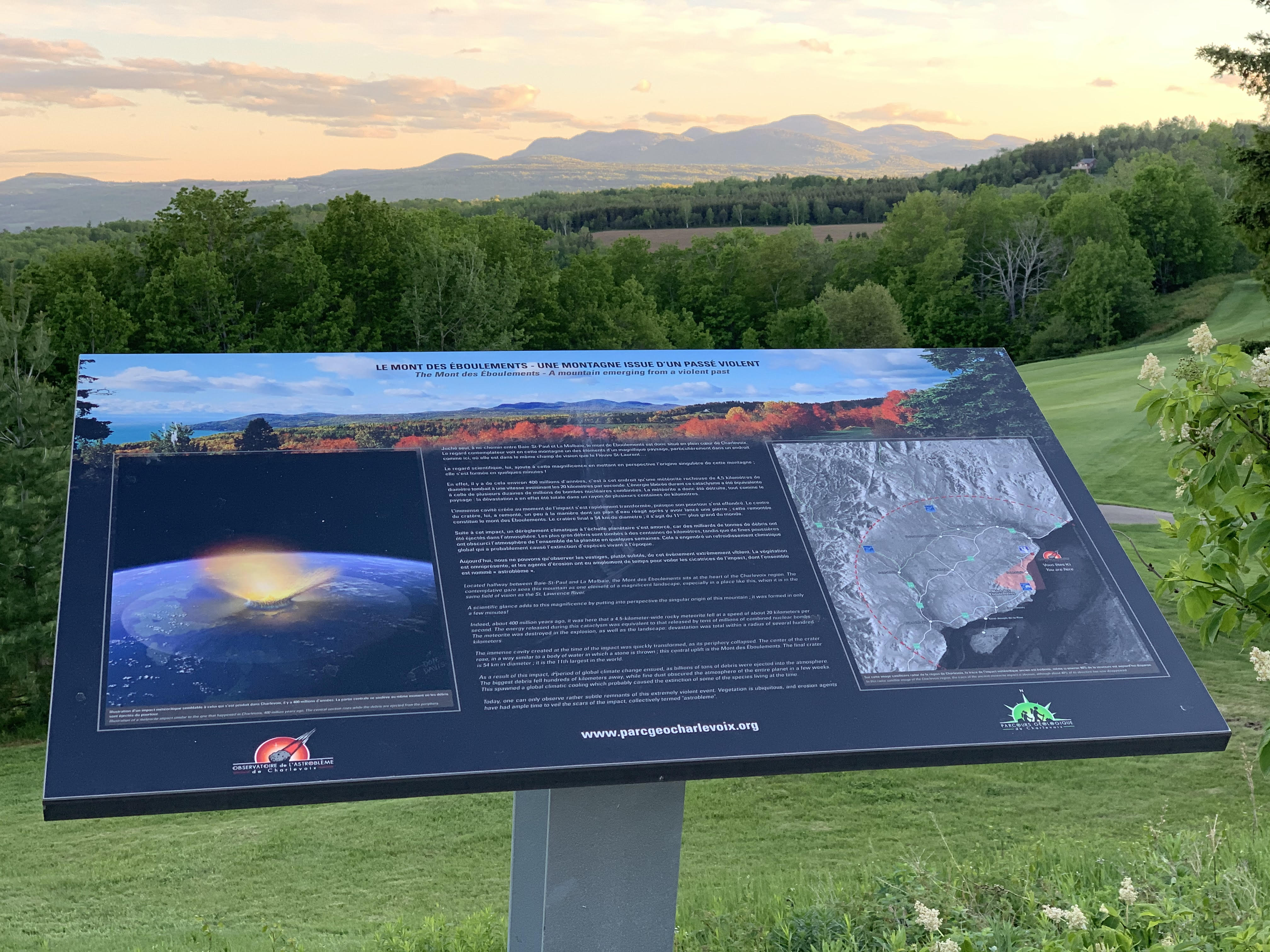
Site d'observation et d'interprétation de la halte routière de l'Observatoire de l'Astroblème de Charlevoix.

Le stationnement de l'Observatoire de l'Astroblème de Charlevoix constitue un excellent point de vue sur le pointement central de l'Astroblème, soit le Mont des Éboulements. De plus, le panorama est excellent sur le village de St-Irénée, et sur le Fleuve St-Laurent, en direction sud-ouest. Ce site est gratuit, et est facilement accessible en voiture.

### Centre d'interprétation/musée

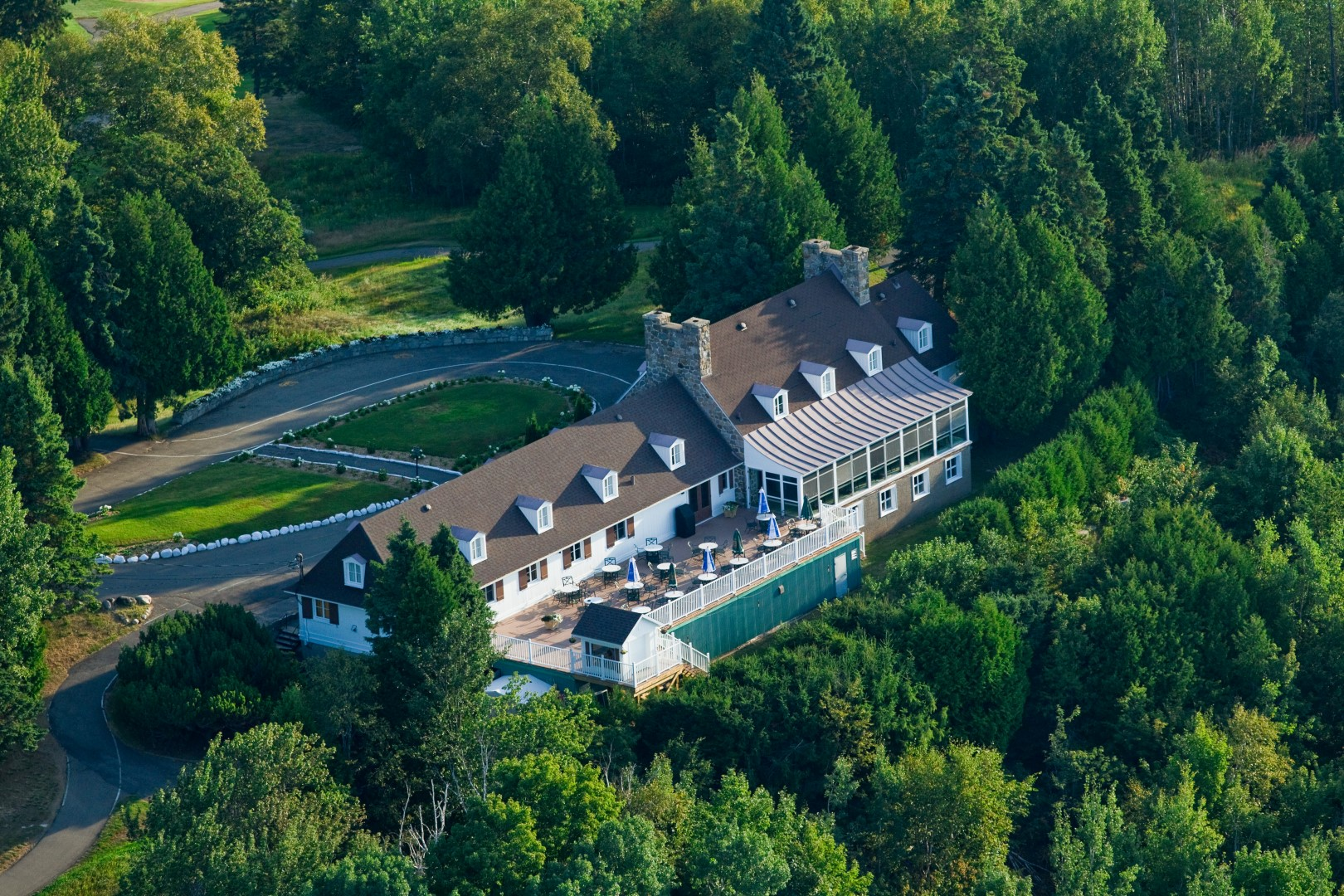
Observatoire de l'Astroblème de Charlevoix, situé dans le Vieux Club House du Fairmont le Manoir Richelieu, à La Malbaie.

Un centre d'interprétation consacré à l'Astroblème de Charlevoix est en opération pour le grand public à La Malbaie durant l'été. Inauguré en 2014 grâce à un consortium d'organismes, l’Observatoire de l'Astroblème de Charlevoix voit le jour grâce entre autres aux fonds investis par différents organismes. L'hôtel Fairmont le Manoir Richelieu héberge gracieusement dans son ancien Club House ce centre d'interprétation.
On y brosse un portrait historique de l'évolution des connaissances acquises mondialement sur les impacts météoritiques, puis on peut visiter une salle d'exposition où de nombreux spécimens d'impactites de Charlevoix y sont exposés. On peut constater la similitude des impactites charlevoisiennes avec plusieurs spécimens provenant d'un peu partout dans le monde. La collection d'impactites exposée est l'une des plus imposantes au monde. On y retrouve aussi une petite collection de tectites et de météorites provenant de différents endroits sur Terre.
Une maquette tridimensionnelle représentant Charlevoix à échelle 1:25 000 permet aux visiteurs d'avoir une vue d'ensemble du relief de la région. La maquette est utilisée pour projeter des images contenant différentes informations à l'aide d'un projecteur.

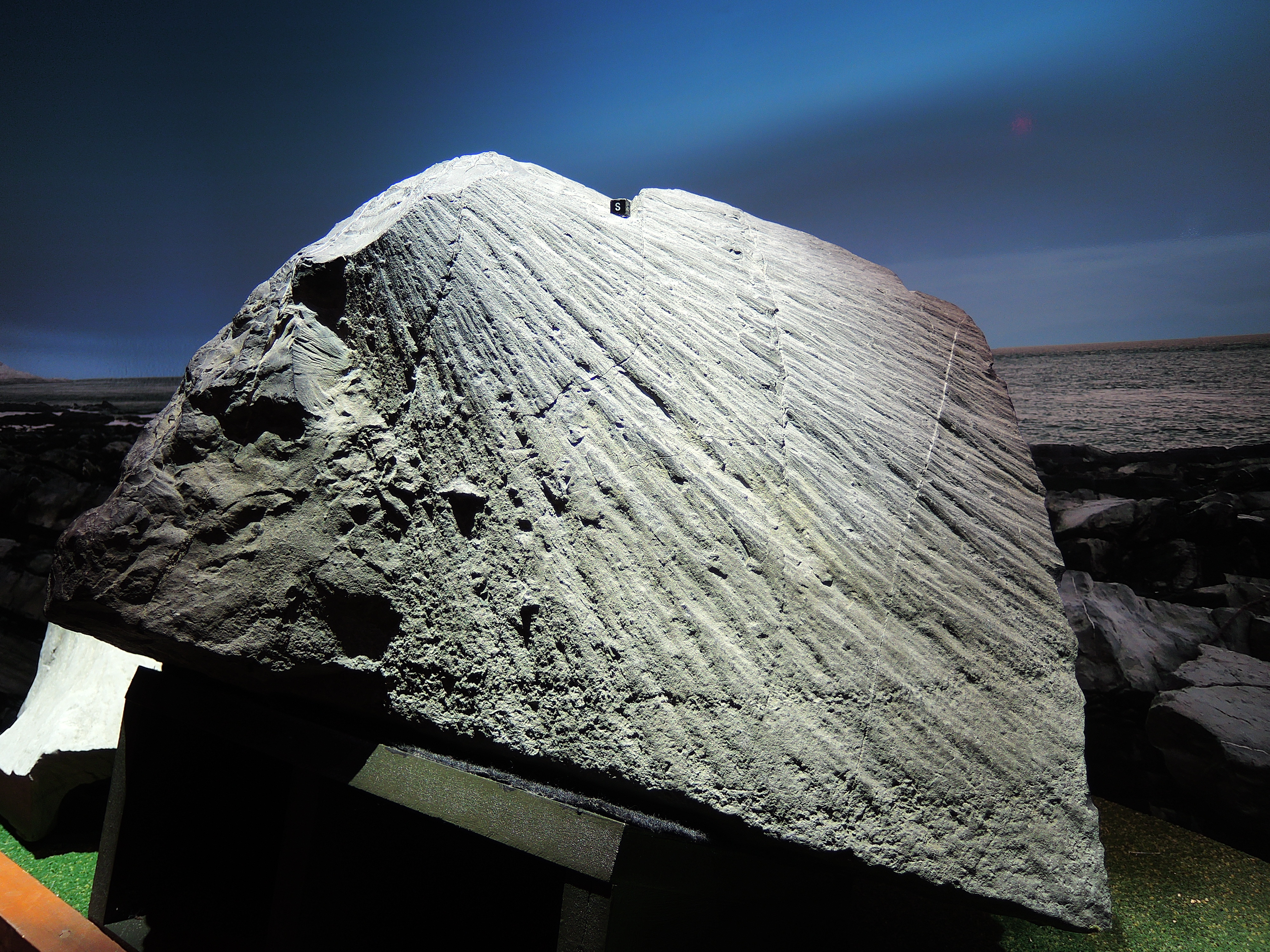
Cône de percussion charlevoisien de 182 kg exposé à l'Observatoire de l'Astroblème de Charlevoix.

En 2015, le Carrefour des savoirs de Charlevoix contracte Sciences@CECC pour gérer les activités du centre d'interprétation. Il s'agit d'un organisme à but non lucratif affilié au Centre d'études collégiales en Charlevoix, la plus haute institution d'enseignement de la région. Fondé en 2009, le but de l'organisme est de contribuer au développement de la culture scientifique dans la région de Charlevoix. 
En 2016, l'Observatoire de l'Astroblème de Charlevoix est acquis par Sciences@CECC, et l'organisme en assure les opérations depuis.

### Le Parcours géologique de Charlevoix
Sciences@CECC a travaillé en collaboration avec des géoscientifiques pour documenter des « géosites ». Parties du « Parcours géologique de Charlevoix », ils constituent des sites intéressants à visiter du point de vue géologique et/ou géomorphologique. Réunis sur un site web, une trentaine de fiches décrivant les géosites de la région sont accessibles au grand public. Des liens au système de navigation Google Maps permettent aux visiteurs de se rendre sur place. Certains des géosites sont reliés à des capsules vidéo. Tous les géosites ne sont pas reliés à l'Astroblème de Charlevoix.

## Le projet de Géoparc de Charlevoix
L'Astroblème de Charlevoix est l'un des astroblèmes les mieux préservés au monde, en plus d'être très facilement accessible car il est habité. Il constitue, selon plusieurs spécialistes[réf. nécessaire], un paysage géologique de portée internationale qui mérite d'être mis en valeur, et protégé. L'organisme Sciences@CECC travaille à mettre en place le Géoparc de Charlevoix, selon le modèle des Géoparc mondiaux UNESCO. Un comité directeur du Géoparc est formé de représentants régionaux de plusieurs organisations, afin de s'assurer que le Géoparc de Charlevoix corresponde aux attentes de la région.